# Касетна бомба
Касетна бомба, распрскавајућа бомба, кластер бомба, касетна авио-бомба (КАБ) је врста слободнопадајуће, аеродинамички обликоване муниције са касетном бојевом главом која се баца из ваздуха или испаљује са земље. У принципу то је невођена авио-бомба, са бојевом главом - специјалним, „контејнером“ у коме је смештена подмуниција која се популарно назива „субмуниција“.
Касетна бомба је конструисана тако да у својој унутрашњости носи субмуницију најразличитијег дејства:
распрскавајућег, пробојног, запаљивог или комбинованог. Сврха оваквих бомби је уништавање непријатељске живе силе, уништавање материјално-техничких средстава, запречавање путева и онемогућавање коришћење објеката (нпр. аеродрома). Постоје и бомбе дизајниране да уништавају железничке пруге, далеководе, ослобађају хемијско или биолошко оружје, као и што постоје бомбе, које могу да разбацају неубојити садржај, као што су леци.
Касетна бомба је састављена од контејнера у коме има од неколико десетина до неколико стотина касетних бомбица, где се приликом дејства ослобађа већи број мањих бомбица над широм околином, које представљају опасност по цивилно становништво још дуго година после тога. Такву неексплодирану муницију је врло скупо пронаћи и уклонити. Стога за касетне бомбе можемо да кажемо да су једно од најмонструознијих оружја данашњице од кога и након завршетка рата већином страдају цивили у преко 95% случајева, као на пример у Вијетнаму и Лаосу где и после 30 година велики број њих страда.
Норвешка влада је започела процес конвенције о касетној муниције у фебруару 2007. године, са намером да постигне међународни споразум којим би се забранила употреба касетних бомби, чији је текст усаглашен у Даблину маја 2008. године, а потписало га је 95 држава у Ослу децембра 2008.. Ратификован је 1. августа 2010. године у УН у Њујорку и постао је Међународно правни документ кога морају све државе да поштују. Ову конвенцију је до сада потписало 123 државе, а од тог броја 110 је ратификовало, са даљом тенденцијом раста држава које се прикључују забрани касетних бомби.

## Опис касетних бомби
Касетне бомбе су намењене за разбацивање, одједном или програмирано, већег броја субпројектила (бомбица) малог калибра, као и противтенковских мина. Конструисане су тако да у својој унутрашњости носе од неколико десетина до неколико стотина малих, али веома опасних бомбица најразличитијег дејства: распрскавајућег, пробојног, запаљивог или комбинованог. Постоје и друге врсте ове муниције, попут хемијских, биолошких и антиелектро касетних бомби са графитним влакнима (БЛУ-114/Б) које су намењене да изазову кратке спојеве, оштете или онемогуће довод електричне енергије у високонапонским далеководима и електро подстаницама. Те касетне бомбе су први пут коришћене на територији тадашње Југославије 1999, а превасходно на Косову, од стране Америке и њених НАТО савезника. Што се тиче хемијског оружја у касетним бомбама, развијали су га током 1950-их и 1960-их година САД и Совјетски Савез. Конвенција о хемијском оружју је 1993. године забранила употребу тог оружја. Постоје и бомбице ЛБУ-30, које могу да разбацају неубојити садржај, као што су леци, који служе за вођење пропагандног рата и утичу превасходно на цивилно становништво као и на војску, а дизајниране су тако да избацују летке у оквиру бомбица, што осигурава да ће они пасти на предвиђену област без претераног распршивања због ветра.
Маса касетних бомби (субпројектила) се креће од неколико стотина грама, па до неколико килограма. Мале касетне бомбе су намењене за уништавање живе силе, утврђених објеката и лако оклопних возила, запречавање одређених земљишних праваца, авио писта и друго. Веће касетне су углавном противтенковске мине које су намењене за уништавање тенкова и других оклопних возила као и запречавање неких стратешких праваца којим би ова возила могла да прођу. Наша земља поседује овакву врсту касетних субпројектила који се испаљују из система Оркан и то је КБ-3.
Постоје и модерније касетне бомбе које су се појавиле у новије време а оне су дизајниране као паметна подмуниција, то јест бомбице које помоћу термовизијских сензора лоцирају мете и свака од њих има свој циљ који треба да уништи. Најчешћи циљеви су оклопно механизована возила. Неке од ових модерних касетних бомби је користила Немачка у Авганистану.
Субмуниција, то јест бомбице могу да се појаве и у облику „коктела“ свих ових бомбица и мина, уз додавање специјалних запаљивих елемената (белог фосфора, напалма или цирконијума), ради изазивања пожара. Када се користе у градовима или гушће насељеним местима, често су прво конвенционалним експлозивом касетних бомбица пробијани кровови и зидови зграда, да би се уједно у тој смеси са експлозивом активирао и запаљиви садржај у виду белог фосфора, цирконијума или напалма који изазива пожаре и у великој мери отежава њихово гашење. Бомбице могу да се активирају одмах приликом пада, могу бити обичне мине са различитим временима успорења или специјалне мине, опремљене разним типовима сензора (ИЦ, акустични и сеизмички) за детекцију и самонавођење на објекат дејства.

### Конструкција
Основни део касетне бомбе чини контејнер напуњен са више десетина или стотина касетних бомбица и уређај за њихово програмирано избацивање. Отварање касета зависи од конструкције касетне бомбе, коришћењем једног од следећих принципа:
- Ротационом силом (код ранијих типова касета са увијеним стабилизаторима),
- Ваздушном струјом,
- Пиромеханизмима и барутним гасовима (као нпр. код крстареће ракете касетног типа Томахавк, или код планирајућег аутономно вођеног пројектила касетног типа АГМ-154А), као и
- Путем темпирних упаљача и сатних механизама.

Посебну групу система за разбацивање субмуниције са авиона чине подвесни контејнери сталног типа (диспензери), који се могу користити више пута. Опремају се са неколико стотина малих авио-бомби у различитим комбинацијама и за различите намене.
Према конструкцији касетне бомбе можемо поделити на:
- касете сталног типа, неодбацујуће (касетни диспензери) и
- касете потрошног типа, одбацујуће (КАБ и касетни контејнери).

И једне и друге су облика специјалних контејнера напуњене великим бројем малих авио-бомби. Касете оба типа имају аеродинамични облик и подвешавају се на спољне, унутрашње или подтрупне носаче наоружања ваздухоплова.
Разноликост и врста циљева који су бомбардовани из ваздуха, условили су израду великог броја ваздухопловних касетних оружаних система или, другим речима, ваздухопловних система оружја са касетном бојевом главом најразличитијег дејства и техничких решења.
Обзиром на велику ефикасност употребе ваздухопловних система оружја са касетном бојевом главом за бомбардовање велике површине и територије једним налетом, сва средства за ношење и разбацивање малих бомбица из ваздуха можемо поделити на:
а). Свежњеве малих авио-бомби потрошног типа;
б). Касетне авио-бомбе;
ц). Касете сталног типа (касетни диспензери), неодбацујући (контејнери сталног типа);
д). Касете потрошног типа (контејнери), одбацујући (планирајући контејнери, вођени летећи контејнери, одбациви диспензери, аутономни слободнолетећи касетни диспензери, касетни диспензери или контејнери са ракетним погоном за повећање домета, минијатурне крстареће ракете са касетном бојевом главом итд.);
е). Крстареће ракете са бојевом главом напуњеном субпројектилима

### Подела касетних према намени
Касетне бомбе су почеле да се користе још од Другог светског рата, али њихова експанзија коришћења је била током Вијетнамског рата где су употребљене касетне Америчке производње БЛУ-3. Оне су биле дизајниране тако да су авиони са касетним бомбама морали ниско да лете да би тачно погодили одређени део терена, због чега је долазило до великих губитака авиона услед добро организоване противваздушне одбране Вијетнама. У каснијем периоду током 1970-их година су дизајниране тако да су могле да се избацују и са нешто већих висина али не превише високо због велике непрецизности и великог раштркавања касетних бомбица, па је ефекат дејства био веома мали. У периоду 1970-их и 1980-их касетне бомбе се уводе у многе армије и постају једно од основних оружја држава које су га користиле.
Крајем 1990-их година и почетком 21 века су осмишљене и модерније врсте касетних, такозване паметне које су биле високо прецизно оружје и које имају топлотне сензоре као и визуелне који су у стању да свака бомбица засебно лоцира и уништи своју мету. Такве бомбице имају и механизам за самоуништење у случају да је бомбица омашила свој циљ и у случају да није одмах експлодирала при паду, а после неког одређеног кратког времена она би требало у периоду од 4 до 48 сати сама себе да уништи. Тако да ове бомбице максимално избегавају рањавање великог броја цивила, као што су то радиле претходне, због којих је и почела велика кампања за забрану таквог нехуманог и неселективног оружја. САД већ имају такву врсту касетних ЦБУ-97 и оне су се први пут употребљавале током инвазије на Ирак 2003. године. Ова врста касетних није класификована као касетна муниција у оквиру широко прихваћене дефиниције оружја утемељеног у међународном праву по Конвенцији о забрани касетне муниције.
Према намени касетне бомбе можемо поделити на:
1. Запаљиве касетне;
2. Противпешадијске касетне;
3. Противтенковске касетне;
4. Касетне за уништавање писта;
5. Мино-полагањем;
6. Хемијске касетне;
7. Касетне за прекид протока електричне енергије;
8. Касетна за разбацивање летака;
9. Паметне (смарт) касетне бомбе.

#### Запаљиве касетне
Запаљиве касетне су намењене за изазивања пожара, нешто као конвенционалне запаљиве бомбе. Оне су посебно дизајниране за ту намену, а у свом саставу има белог фосфора или напалма. Често се дешавало да се праве у комбинацији са противпешадијским и противтенковским минама, а намена им је да се што више отежају напори гашења пожара. Најчешће се користе у градовима да прво конвенционалним експлозивом пробију кровове кућа или зграда, а онда да са том додатом смешом напалма запале тај простор. Један од првих примера коришћења запаљивих касетних се десио у зимском рату 1939-1940. године када су Совјетске трупе користиле против Финаца. Такође су коришћене и у II светском рату при нападу на Дрезден, у Немачкој, као и Токио у Јапану.

#### Противпешадијске касетне
Противпешадијске касетне бомбе су коришћење само са класичним експлозивом или уз комбинацију са смешом напалма ради изазивања пожара. Оне су нешто мало мањег облика и лакше су од противтенковских касетних. Намена им је да својом експлозијом или фрагментираним деловима убије или рани све који се нађу у њеној близини. Такве касетне су први пут коришћене у Другом светском рату, а најраспрострањенија употреба је била у Вијетнамском рату где је употребљено неколико стотина милиона противпешадијских касетних бомби.

#### Противтенковске касетне
Противтенковске касетне бомбе су нешто већег облика и имају више експлозива који им служи да пробију оклоп од тенка или лако оклопљеног возила, својом снагом експлозије или фрагментационим парчићима. Данас постоје и модерне касетне бомбе које производе САД ЦБУ-97, које су дизајниране тако да свака бомбица засебно има свој циљ и оне могу да пробију челични оклоп од тенка. Ове бомбице могу да се избацују и у комбинацији са противпешадијским минама.

#### Касетне за уништавање писта
Британске касетне бомбе типа ЈП-233 су дизајниране тако да прво продру у бетон а онда да са благом задршком експлодирају тако да разбију бетон на писти и створе кратер, а то дејство се постиже са двостепеном бојевом главом. Касетне за уништавање писта се обично користе у комбинацији заједно са противпешадијским касетним бомбама са темпираним временом експлозије, тако да би се поправка писте учинила тежим, и онемогућило противничкој авијацији да користи своје авионе.

#### Мино-полагањем
Ово су артиљеријске касетне које су дизајниране тако да када се распрше по неком терену оне углавном остају на површини земље и имају упаљаче са темпирним временским кашњењем да се самоуниште у периоду од 4 до 48 сати. Ове касетне се обично комбинују са противпешадијским и противтенковским минама, тако да то умногоме отежава чишћење минских поља. Намењене су за спречавање брзих продора непријатељских трупа. Ове касетне производи САД. Конвенција о забрани касетних бомби не укључује ову врсту оружја, јер ово већ спада у нагазне мине које су већ обухваћене другим међународним споразумом.

#### Хемијске касетне
Хемијске касетне су САД и Совјетски Савез током 1950-их и 1960-их година развијали и дизајнирали тако да у њиховом саставу буду сем класичног експлозива и неки хемијски састојци. Због тешких и погубних последица које то оружје наноси цивилима, а које је коришћено у неким конфликтима у грађанским ратовима, довело је до тога да се покрене велика кампања за забрану овог оружја. Конвенција о хемијском оружју је од 1993. године забранила њихову употребу. САД и Русија су у процесу уништавања својих залиха, али нису успели да у задатом термину униште све своје залихе до 2007. године, па су добили продужење тог рока. Шест држава чланица је признало да поседују хемијско оружје.

#### Касетне за прекид протока електричне енергије
Антиелектричне касетне, ЦБУ-94/Б, први пут су коришћене 1999. године од стране САД у рату на простору бивше Југославије. Контејнер је испуњен са 202 бомбице БЛУ-114/Б, а свака садржи мало експлозивно пуњења које у себи има 147 намотаја са графитним влакнима или алуминијумском стаклом. Њихова сврха је да поремети или оштетити електрични систем за пренос електричне енергије и изазове кратке спојеве у високонапонским далеководима и електричним подстаницама. У првом нападу, они су искључили скоро 70% електричне енергије у Србији.

#### Касетна за разбацивање летака
Касетна ЛБУ-30 је намењена да избацује велике количине неубојитог садржаја, као што су леци, који служе за вођење пропагандног рата и утичу превасходно на цивилно становништво као и на војску, а дизајниране су тако да избацују летке у оквиру бомбица, што осигурава да ће леци као пропагандни материјал пасти на предвиђену област без претераног распршивања због ветра. Овакве касетне су испитиване у једној америчкој војној бази 2000. године, када је авион Ф-16 бацио летке са 6100 m, и показало се као добро осмишљено, јер је било веома мало растурање и немогућност да ветар одмах разнесе летке од места пада касетних.

#### Паметне (смарт) касетне бомбе
Паметна касетна бомба подразумевала би касетну која је у оквиру споразума конвенције о забрани касетних бомби. То би биле високософистициране касетне које би имале мање од 20 кг, онда би морале да имају највише до 10 бомбица унутар контејнера, затим оно најбитније да свака бомбица има свој појединачни циљ на који се наводи, да има свака механизам за самоуништење и деактивирање. Споразум за забрану касетних у суштини не забрањује све касетне, него оне слободно падајуће бомбице које немају свака свој циљ и немају све остале карактеристике које су написане у овом споразуму. Иначе ове до сада касетне су убијале велики број цивила и јавност се успротивила и тражила тоталну забрану касетних бомби. У свему томе се нашло неко компромисно решење, дала се шанса паметним касетним бомбама којим би се у великој мери избегло страдање цивила. А да би се разумело шта се тачно захтева, који параметри морају да задовоље критеријуме ове нове касетне бомбе, постављено је доле део текста из ове конвенције, а то је комплетан оригиналан члан 2, из конвенције о забрани касетних бомби, па се сами уверите, шта се тачно тражи од нове касетне. Ево испод текст конвенције, члан 2 који гласи:
1. "Жртве касетне муниције" подразумевају лица која су убијена или претрпела физичку или психолошку повреду, економски губитак, друштвену маргинализацију или битно умањено остваривање својих права изазвано употребом касетне муниције. Оне подразумевају лица која су претрпела директне последице од касетне муниције, заједно са њиховим угроженим породицама и заједницама;
2. "Касетна муниција" подразумева конвенционалну муницију која је дизајнирана тако да расипа или ослобађа експлозивне подмуниције од којих свака тежи мање од 20 килограма и садржи ову експлозивну подмуницију. Ово не укључује следеће:
- а) муницију или подмуницију која је је дизајнирана тако да ослобађа сигналне ракете, дим, пиротехничка средства или муницију која је дизајнирана искључиво за противваздушну одбрану;
- б) муницију или подмуницију која је дизајнирана тако да производи електричне или електронске ефекте;
- ц) муницију која, да би се избегли дискриминишуће последице на једну зону и опасност од неексплодиране подмуниције, поседује сваку од следећих карактеристика:

- I. свака муниција садржи мање од десет експлозивних подмуниција;
- II. свака експлозивна подмуниција тежи више од четири килограма;
- III. свака експлозивна подмуниција дизајнирана је тако да детектује и ангажује један једини појединачни циљ
- IV. свака експлозивна подмуниција опремљена је електронским механизмом за самоуништење;
- V. свака експлозивна подмуниција опремљена је електронским уређајем за самодеактивирање;

3. „Експлозивна подмуниција“ је конвенционална муниција која се, да би обавила свој задатак, распрскава или ослобађа из касетне муниције и направљена је да делује тако што детонира експлозивно пуњење пре, приликом или након удара;
4. „Касетна муниција која је подбацила“ подразумева касетну муницију која је испаљена, избачена, лансирана или на други начин ослобођена и која је требало да распе или ослободи експлозивне подмуниције, али до тога није дошло.
5. Неексплодирана подмуниција подразумева експлозивну подмуницију коју је расуло или ослободило оружје са подмуницијом, или која се од њега одвојила на неки други начин и није експлодирала а требало је;
6. „Одбачена касетна муниција“ подразумева оружје са подмуницијом или експлозивну подмуницију која није искоришћена, која је напуштена или одбачена и више се не налази под контролом стране која ју је напустила или одбацила. Одбачена касетна муниција је могла или не да буде припремљена за употребу;
7. „Заостала касетна муниција“ подразумева касетну муницију која је подбацила, одбачену касетну муницију и неексплодирану подмуницију и неексплодиране бомбице;
8. „Трансфер“ подразумева, поред физичког премештања касетне муниције на или са државне територије, пренос власништва или контроле над касетном муницијом, али не подразумева пренос територије која је загађена заосталом касетном муницијом.
9. Механизам за самоуништење подразумева механизам са аутоматским функционисањем уграђен у муницију који се додаје примарном упаљачу и који обезбеђује уништавање муниције којој је додат;
10. Деактивирање подразумева аутоматски процес који неповратним трошењем једне компоненте чини муницију неоперабилном, на пример батерије која је битна за функционисање муниције;
11. Област загађена касетном муницијом подразумева област за које се зна или сумња да је загађена заосталом касетном муницијом;
12. Мина је муниција која је направљена тако да буде стављена испод, на или близу земље или друге површине и да експлодира у присуству, близини или у контакту са особом или возилом;
13. Експлозивна бомбица подразумева конвенционалну муницију која тежи мање од 20 килограма, није сама покренута већ је расута или ослобођена из контејнера да би могла да обави своју функцију и која је дизајнира да функционише тако што детонира експлозивно пуњење пре, приликом или после удара;
14. Контејнер подразумева носач који је дизајниран тако да расипа или ослобађа експлозивне бомбице и који је у време расипања или ослобађања закачен за авион;
15. Неексплодирана бомбица подразумева експлозивну бомбицу која је расута, ослобођена или на други начин одвојена од контејнера и која није експлодирала као што је било предвиђено.
Ово је комплетан члан 2, где можете да се уверите које све критеријуме би задовољила нова касетна да би била по свим међународним стандардима. Значи да свака касетна бомбица има свој појединачни циљ. Па ако се и деси да је бомбица омашила свој задати циљ и да није тренутно експлодирала онда на сцену ступају 2 механизма, од којих би макар један требало да одради да неутралише бомбу Први механизам је за самоуништење, то значи да овај механизам има улогу да уништи експлозијом касетну у неком унапред одређеном временском периоду. На пример унапред се поставе параметри да се бомбица самоуништи у периоду од 4 до 96 сати, или се одреди неки други временски параметар самоуништења. Препорука је да то буде до 48 сати од пада касетне. У случају да приликом пада касетне дође до неког оштећења и откаже овај механизам за самоуништење онда ступа други додатни механизам за деактивацију, који има задатак да буквално умртви све остале упаљаче у касетној бомбици, који би могли да је активирају, и тиме спречи да не би неко невин настрадао, овде се првенствено мисли на цивиле. Ова два механизма дају много већу сигурност, да ће они онеспособити бомбицу и на неки начин спречити даља страдања, што и јесте била поента самог споразума. У будућности неће смети да се бацају бомбице које саме падају без икакве контроле, него ће свака бомбица морати да има свој јединствени циљ, где ће глава за навођење давати сигнал малим ракетним моторима који би их усмеравали према своме циљу.
Ето то је нека садашњост и будућност касетних бомби. Претпоставља се да Американци и Руси поседују овакве касетне бомбице, али још увек нема званичних података о томе. Руси су у Сирији искористили свој арсенал паметних бомбица и за кратко време у једном дану су уништили неколико десетина Турских оклопних јединица, а нису потрошили велики број касетних, јер су касетне проналазиле своје јединствене циљеве. Није било података о цивилним жртвама, тако да је то искоришћено из арсенала тих паметних бомбица.

### Деминирање и чишћење контаминираног терена
Деминирање или чишћење је процес уклањања касетних бомби или неких других неексплодираних убојних средстава (НУС) из контаминиране зоне. Постоје неколико начина за уклањање касетних и то су:
- Један од начина је самостално чишћење без неких приручних помагала и то је можда један од најчешћих примера како се радило у прошлости, али то је одавно застарео модел, па га у задњој деценији врло ретко срећемо после завршетка рата у некој од држава. У току ратних дејстава је врло тешко користити неке од савремених метода, па се зато и данас примењује овакав начин. У ратним условима се ово ради да би се спречила страдања цивила која живе на територијама која су захваћена ратом.[5]
- Други начин је помоћу дресираних животиња, обично су то пси, мада срећемо и неке друге животиње попут пацова, свиња и других.
- Трећи начин је рад са миноистраживачем или како га још зову метал детектор, који се и најчешће употребљава у савременим армијама. Творац метал детектора је пољски официр Јозеф Косачки (пољ. Józef Stanisław Kosacki) и његов изум је добио назив као пољски детектор мина. Прва његова употреба је била у току Другог светског рата, а касније су сви савезници копирали овај уређај који је одиграо велику улогу у чишћењу контаминираних територија после Другог светског рата.[5]
- Постоје велике машине специјализоване да се крећу кроз контаминирану област и намерно прелазе преко свих тих неексплодираних бомбица и својом тежином их активирају. Ова возила су тако дизајнирана да могу да издрже детонацију мале снаге са минималним оштећењима на возилу. Таква специјализована возила нису се у најбољем светлу показала јер нису баш увек добро очистила контаминирану зону, тако да је у неким случајевима остајало између 50 и 80% неочишћеног терена што је далеко испод стандардних норми УН-а од 99,6%.[5]

### Предности и мане касетних бомби
Предности касетних бомби у поређењу са осталим врстама бомби:
- могућност веће зоне дејства, што даје већу ефикасност при дејству по растреситим објектима;
- могућност комбинованог дејства са различитим врстама касетних бомбица (кумулативног, парчадног и запаљивог дејства);
- већа вероватноћа погађања тачкастих циљева.

Највећа мана касетних бомби је то што, када касетна подмуниција или „бомбице“ остану неактивиране (њихов број може да достигне углавном од 5-30% укупно бачене подмуниције) стварају де факто једну врсту минског поља које наставља да односи животе и наноси тешке телесне повреде и годинама после завршетка сукоба. Та муниција се показала као веома лоша зато што је непрецизно, неселективно оружје и у већини случајева сем војних циљева буду погођени и цивилни објекти, па због тога ово оружје представља велики ризик по цивиле, како за време самог напада, тако и након тога. Неексплодирана бомбица може да убије или повреди цивиле и дуго након завршетка сукоба. Сведоци смо да и дан данас, после читавих 30 година, страдају цивили од касетних бомби у Вијетнаму, Лаосу, Камбоџи и другде и по томе се може видети какве су страшне последице овог оружја по цивилно становништво. Последице не трпе само повређени, него и њихове породице, као и заједнице у којима живе. Према званичним подацима УН у преко 95% случајева жртве су цивили, што је импозантан број у односу на страдале војнике, којима су и биле намењене.

### Претња цивилима
Иако су сва оружје опасна, касетне бомбе представљају посебну претњу по цивилно становништво из два разлога: имају широко подручје дејства и увек остаје велики број неексплодираних бомби у зони дејства. Неексплодиране бомбе могу остати опасне и деценијама након завршетка сукоба, имамо пример из рата у Вијетнаму и Лаосу који су бомбардовани давне 1973. године, па и даље имамо велики број жртава, где само у Лаосу имамо годишње преко 100 цивилних жртава.
Један контејнер касетне бомбе при дејству заузима простор величине од 2-3 фудбалска игралишта а веома често се при нападу дешава и избацивање више од једне касетне што у зони удара заузима далеко већу површину. Због тога не страда само војска него најчешће страдају цивили и недужна деца. А још проблематичнија употреба касетних је у густо насељеним местима, где имамо пример из 1999. године када је НАТО гађао центар Ниша, и тада је страдало више десетина наших грађана. Имамо и један случај из Либана где је за само 3 дана бачено 4 милион касетних, где и дан данас страда по неколико цивила сваког месеца.
Касетне бомбе су доказано погубне за цивилно становништво и због огромног страдања цивилног становништва од касетне муниције дошло је до великог противљења коришћењу касетних бомби почев од Црвеног крста, затим стотине организација из целог света, онда коалиција за забрану касетне муниције, као и Уједињене нације. Хандицап Интернатионал је 2005. године радио студио страдања цивила у свету од касетне муниције и забележио је 13.306 званично потврђених жртава, а то је од тог броја 98% цивилних жртава, док је 27% страдало деце. А према званичним подацима УН-а од касетне муниције је страдало нешто више од 95% цивила у односу на број војника, а од тог броја 25% су деца, што је приближно исти податак који је дао и Хандицап Интернешнал у својим извештајима.

### Број жртава од касетних бомби
Према подацима ХРW-а (Хуман Ригхтс Wатцх) у 2011. години је у 29 земаља било страдалих од касетних бомби. Према извештајима, од почетка употребе касетних бомби до краја 2010. године број укупно потврђених жртава био је најмање 16.921. Међутим, жртве касетне муниције нису свуда убележене и у многим земљама није се водила правилна евиденција, тако да се укупан број жртава процењује на између 55.000 и 100.000, јер је само у Лаосу, Вијетнаму и Камбоџи процењено да их је било више од 54.000.

### Врсте касетних бомби
Табела: Показује државе произвођаче и врсте касетних бомби које те државе производе 
| Државе произвођачи                           | Врсте касетне муниције |
| -------------------------------------------- | --- |
| Аргентина                                    | ЦМЕ-155 mm |
| Аустралија                                   | Каринга, ЦБУ-58ц |
| Белгија                                      | НР 269 155 mm |
| БиХ                                          | Оркан М-87 262 mm (КБ-1, КБ-2) |
| Бразил                                       | АСТРОС, ФЗ-100 70 mm |
| Чиле                                         | ЦБ-130, ЦБ-250К, ЦБ-500, ЦБ-500К, ЦБ-500К2, ЦБ-770, WБ-250Ф, WБ-500Ф, ПМ-1 |
| Египат                                       | М42Д, САКР-18, САКР-36, М26А1, Град 122 mm |
| Француска                                    | ОГР 155 mm, БЛГ-66 Белуга |
| Грчка                                        | ГРМ-49 155 mm, ГРМ20 |
| Холандија                                    | М483А1, М864 155 mm |
| Хрватска                                     | М93 120 mm |
| Немачка                                      | М26 227 mm, СМАрт-155, СД-1, СД 2 |
| Индија                                       | Пинака 214 mm |
| Иран                                         | ПРОСАБ-250, Схахаб-2, Град 122 mm |
| Ирак                                         | НААМАН-250, НААМАН-500, Абабил |
| Италија                                      | РС6А2 и С6А2 81 mm, С12Б 120 mm, РБ63 155 mm, М 26 |
| Израел                                       | М 85, АРЦ-32, ГРАДЛАР 122 mm/160 mm, АТАП-300, АТАП-500, АТАП-1000 РАМ, ТАЛ-1, ТАЛ-2, БАРАД |
| Јапан                                        | М 26 и М26А1, М261, М483А1 |
| Јужна Африка                                 | М2001 155 mm, ТИЕКИЕ, ЦБ-470 |
| Северна Кореја                               | RBK-500 |
| Јужна Кореја                                 | M261, KCBU-58B |
| Кина                                         | Тупе W01, Тyпе-83, Тyпе-59, Тyпе-62, Тyпе-66, БЛ-755 цлоне, Тупе 2, Тyпе-63, Тyпе-81, Тyпе-90А, WМ-80, WС-1, WС-1Б, WС-1Е, WС-2, МЗД-2 |
| Пакистан                                     | М483А1 155 mm |
| Пољска                                       | ЗК-300 Кисајно, ЛБКас-250, 2С1, М-21ФК “ФЕНИКС-З 122 mm |
| Румунија                                     | ЦЛ-250, ЛАР-160, ЦГ-540 и ЦГ-540 ЕР |
| Русија                                       | АО-2.5 АПАМ, ОДС-ОД ФАЕ, ПТАБ 2.5, ПТАБ-1М, ПРОСАБ, ЗАБ 2.5, ПТАБ-2.5М ХЕАТ, АО-2.5-2 АПАМ, АО-1СЦх, ПТАБ 2.5М, СхОАБ-0.5, БетАБ, СПБЕ-Д СФW, ОФАБ-50 АПАМ, ОФАБ 2.5 АПАМ, СПБЕ-Д, ПТАБ, 3-О-23, 3-О-13, 3-О-14, Град (9М218), Град (9М217), Ураган (9М27К), Смерч (9М55К), Смерч (9М55К1), Смерч (9М55К5), Р-65/70 Луна М (ФРОГ-7), Искандер (СС-26) |
| Сингапур                                     | Производи пројектиле од 155 mm и минобацачке касетне бомбе од 120 mm али нисам нашао податке о називима |
| САД                                          | АТАЦМС 1, АТАЦМС 1А, М26 МЛРС, М26А1 МЛРС, М261 МПСМ, М449 АПИЦМ, М449А1 АПИЦМ, М483/М483А1, М864, М444, Мк-20, ЦБУ-87 ЦЕМ, ЦБУ-103 ЦЕМ WЦМД, ЦБУ-97 СФW, ЦБУ-105 СФW WЦМД, ЦБУ-105 СФW П3И WЦМД, АГМ-154А ЈСОW-А, М28, М29 |
| Словачка                                     | М 26, ЈРКК–АГАТ 122 mm, АГАТ, ПАТ-794 |
| Шпанија                                      | ЕСПИН-21, МАТ-120, БМЕ-330Б/АП, БМЕ-330АТ, БМЕ-330Ц |
| Швајцарска                                   | М-109 и М-109 Каwест 155 mm, КаГ-88 155 mm, КаГ-90 155 mm, КаГ-88/99 155 mm, МП-98 120 mm |
| Шведска                                      | БК-90 Мјолнер, (МЈ-1 и МЈ-2) |
| Турска                                       | М396 155 mm, М483А1 155 mm, ТРК-122 122 mm |
| Велика Британија                             | БЛ-755, ИБЛ-755, РБЛ-755, Л20А1, М483, М261, М 26 |
| Југославија (бивша Социјалистичка Република) | Оркан М-87 262 mm (КБ-1, КБ-2), ОРКАН МЛРС 262 mm, ФАБ 275, ФАБ 275 М91, ПРАБ 250Ј, ПАТ-794 155 mm, 3-О-23 152 mm, РАБ-120, КПТ-150 |

## Погођене и контаминиране земље и региони
У свету постоји 39 држава контаминираних касетним бомбама, укључујући и спорне територије и то су:
- Авганистан
- Албанија
- Ангола
- Азербејџан
- Nagorno-Karabah*
- Босна и Херцеговина
- Чад
- Црна Гора
- Еритреја
- Етиопија
- Гренада
- Грузија
- Хрватска
- Иран
- Ирак
- Израел
- Јемен
- Јужни Судан
- Камбоџа
- Колумбија
- Демократска Република Конго
- Кувајт
- Лаос
- Либан
- Либија
- Мауританија
- Мароко
- Западна Сахара*
- Мозамбик
- Руска Федерација
- Чеченија
- Саудијска Арабија
- Србија
- Косово*
- Сијера Леоне
- Сирија
- Судан
- Таџикистан
- Уганда
- Украјина
- Велика Британија
- Фолкландска Острва*
- Вијетнам
- Замбија

Напомена: Спорне територије су обележене са звездицом (*) и болдоване су.
Током 2010. године контаминирани терен је очишћен и уништене су касетне бомбе у: Авганистану Анголи, ДР Конго и Ираку, док је забележен значајан напредак у чишћењу у Камбоџи, Србији и Вијетнаму. Најмање 59.978 неексплодираних касетних бомбица је уништено током операције чишћења, а очишћено је више од 18,5 km² контаминираног земљишта.

## Корисници касетне муниције
До сада је 21 земља користила касетну муницију током оружаних сукоба у 37 земаља и то су: Еритреја, Етиопија, Француска, Грузија, Холандија, Ирак, Израел, Јужна Африка, Колумбија, Либија, Мароко, Нигерија, Русија, Саудијска Арабија, Сједињене Америчке Државе, бивша Југославија, Сирија, Судан, Тајланд, Уједињено Краљевство, Украјина.
| Земље корисници                              | Локације коришћења |
| -------------------------------------------- | --- |
| Ангола                                       | Ангола, |
| Азербејџан                                   | Азербејџан, Јерменија |
| Колумбија                                    | Колумбија |
| Еритреја                                     | Етиопија |
| Етиопија                                     | Еритреја |
| Француска                                    | Чад, Ирак, Кувајт |
| Грузија                                      | Грузија, Абхазија |
| Ирак                                         | Ирак, Иран |
| Италија                                      | Египат, Либија, Малта |
| Израел                                       | Либан, Сирија |
| Либија                                       | Чад, Либија |
| Мароко                                       | Западна Сахара, Мауританија |
| Холандија                                    | бивша Југославија (Црна Гора и Србија са Косовом) |
| Немачка                                      | Велика Британија, Русија, БиХ |
| Нигерија                                     | Сијера Леоне |
| Русија                                       | Чеченија, Авганистан (као СССР), Грузија, Финска, Немачка, Сирија |
| Саудијска Арабија                            | Саудијска Арабија, Јемен |
| Јужноафричка Република                       | Признали су да су у прошлости користили, локација непозната |
| Сирија                                       | Сирија |
| Судан                                        | Судан, Јужни Судан, Уганда |
| Таџикистан                                   | Таџикистан |
| Тајланд                                      | Камбоџа |
| Велика Британија                             | Фолкландска Острва, Ирак, Кувајт, бивша Југославија (Црна Гора и Србија са Косовом) |
| Украјина                                     | Украјина |
| САД                                          | Авганистан, Албанија, БиХ, Камбоџа, Гренада, Иран, Ирак, Кувајт, Лаос, Либан, Либија, Немачка, Саудијска Арабија, Северна Кореја, Судан, Тајланд, Вијетнам, Јемен, бивша Југославија (Црна Гора и Србија са Косовом) |
| Југославија (бивша Социјалистичка Република) | Албанија, БиХ, Хрватска и Србија са Косовом |
| УН                                           | Сијера Леоне |

## Земље које су производиле или још увек производе касетну муницију
У 34 земље производило се преко 200 различитих типова касетне муниције а од овог броја, 17 земаља придружило се конвенцији о забрани касетних бомби. Такође има више држава које су потпуно прекинуле производњу касетних бомби. У овом тренутку почетком 2020. године за сада су потврдиле 15 држава да су потпуно прекинули производњу.
- Аргентина
- Аустралија
- Белгија *
- Босна и Херцеговина *
- Бразил
- Чиле *
- Египат
- Француска *
- Грчка
- Холандија *
- Хрватска *
- Немачка *
- Индија
- Иран
- Ирак *
- Италија
- Израел
- Јапан *
- Јужна Африка *
- Јужна Кореја
- Кина
- Пакистан
- Пољска
- Румунија
- Русија
- Северна Кореја
- Сингапур
- Сједињене Америчке Државе
- Словачка *
- Шпанија *
- Швајцарска
- Шведска *
- Турска *
- Уједињено Краљевство *

Напомена: Земље које су болдоване су до почетка 2020. године постале чланице конвенције за забрану касетне муниције, а земље које су престале са производњом оне су обележене са звездицом.

## Компаније произвођачи касетне муниције
Међу важније произвођаче касетне муниције уврштавају се:
- САД (13)
- Немачка (13)
- Француска (5)
- Јапан (5)
- Шпанија (5)
- Бразил (3)
- Италија (3)
- Велика Британија (2)

Напомена: У загради је број предузећа који производе касетну муницију.

## Земље које су складиштиле или још увек складиште касетну муницију
У 86 држава постоје складишта ове муниције, а у залихама има преко 1 милион касетних бомби, које садрже преко 1 милијарде бомбица и те земље су:
- Алжир
- Ангола
- Аргентина
- Аустрија
- Азербејџан
- Бахреин
- Белорусија
- Белгија
- Босна и Херцеговина
- Бразил
- Бугарска
- Чешка
- Чиле
- Црна Гора
- Данска
- Египат
- Еквадор
- Еритреја
- Естонија
- Етиопија
- Финска
- Француска
- Грчка
- Грузија
- Гвинеја
- Гвинеја Бисао
- Холандија
- Хондурас
- Хрватска
- Индија
- Индонезија
- Ирак
- Иран
- Италија
- Израел
- Јапан
- Јемен
- Јордан
- Јужна Африка
- Јужна Кореја
- Канада
- Катар
- Казахстан
- Кина
- Колумбија
- Куба
- Кувајт
- Либија
- Мађарска
- Мароко
- Молдавија
- Монголија
- Немачка
- Нигерија
- Норвешка
- Оман
- Пакистан
- Перу
- Пољска
- Португалија
- Румунија
- Русија
- САД
- Саудијска Арабија
- Северна Кореја
- Сингапур
- Сирија
- Словачка
- Словенија
- Шпанија
- Србија
- Судан
- Швајцарска
- Шведска
- Тајланд
- Туркменистан
- Турска
- Уганда
- Украјина
- Уједињени Арапски Емирати
- Узбекистан
- Уједињено Краљевство
- Зимбабве

Напомена: ово су подаци из 2009. године.
Према новијим извештајима, до краја 2011. године известан број земаља је, придржавајући се конвенције и уништавајући своја складишта, успео да током овог кратког периода уништи своје залихе касетне муниције, тако да данас имамо још 70 земаља које поседују ово оружје.
Извештај држава ко и колико има залиха у својим складиштима касетних бомби:
| Државе           | Количина касетних бомби - контејнера | Бомбице     |
| ---------------- | ------------------------------------ | ----------- |
| Аустрија         | 12.672                               | 798.336     |
| Белгија          | 115.210                              | 10.138.480  |
| БиХ              | 429                                  | 143.152     |
| Хрватска         | 7.380                                | 190.868     |
| Данска           | 42.020                               | 2.440.940   |
| Еквадор          | 117                                  | 17.199      |
| Француска        | 34.937                               | 14.923.621  |
| Немачка          | 544.549                              | 67.305.417  |
| Јапан            | 14.011                               | 2.029.469   |
| Молдавија        | 1.385                                | 27.050      |
| Црна Гора        | 353                                  | 51.891      |
| Норвешка         | 52.190                               | 3.087.910   |
| Португалија      | 11                                   | 1.617       |
| Словенија        | 1.080                                | 52.920      |
| Шпанија          | 4.762                                | 232.647     |
| Велика Британија | 191.128                              | 38.758.898  |
| Укупно           | 1.022.234                            | 140.200.415 |

Напомена: Ово су подаци из 2010. године и на овом списку нема многих држава зато што нису доставиле извештаје о количинама залиха у својим складиштима. Неке од ових држава са списка су већ завршиле са уништавањем а друге су у поодмаклој фази уништавања залиха ове муниције. Према једном извештају из 2004. године САД су пријавиле да поседују залихе од око 5,5 милиона касетних бомби, које садрже око 730 милиона бомбица.
Земље које су завршиле уништавање залиха касетне муниције су: Еквадор 2004, Шпанија 2009, Ангола, Авганистан, Аустрија, Белгија, Чешка, Црна Гора, Молдавија и Норвешка у 2010, Мађарска и Португалија у 2011. Две земље чланице са највећим залихама складишта касетних бомби: Немачка (67 милиона бомбица) и Велика Британија (39 милиона бомбица) су до половине 2011 уништиле више од половине својих залиха.

## Трансфер касетних бомби
Најмање 15 земаља је извезло више од 50 типова касетних бомби у најмање 60 других држава. Задњи забележени случајеви њиховог трансфера и коришћења у конфликтима су:
- Извоз Шпаније од 2006. до 2008. године 1.055 касетних бомби које садрже 22.155 бомбица МАТ-120 у Либију, где су те употребљене у конфликту 14. априла 2011.
- Извоз 4 система израелских ГРАДЛАР ракета у Грузију у 2007. години, који користе лансере од 160 mm Мк-4 ракете, од којих свака ракета садржи 104 бомбице М85. Те касетне бомбе касније су употребљене током сукоба са Русијом августа 2008. Две државе које нису чланице Конвенције (Сингапур и САД) су увеле мораторијум на извоз касетних бомби.

## Коришћење касетних бомби у конфликтима[18]
1939-1940: У Финској је у Зимском рату први пут у историји примећена употреба запаљивих касетних бомби од стране совјетских трупа. Контејнер касетне бомбе носи назив ППАБ-3, дужина му је 2,25 метара и широк је 0,9 метара. Совјетски Савез је први пут користио током зимског рата у бомбардовању финских градова, и то Виборга 10. фебруара 1940. године. Напомена: Виборг је тада био Фински град а од 1944. године је ослобођен и сада је то Руски град. Ова Совјетска касетна ППАБ-3 је имала популаран назив Молотовљев коктел, а то је настало из радио говора Вјачеслава Молотова 1939. године, када је Молотов тврдио да Совјетски Савез неће бомбардовати Финску, већ ће да бацају храну из авиона. Као одговор на то Финци су касетне бомбе назвали "Молотовљев коктел".
1939-1945: У Другом светском рату касетне бомбе су почеле масовно да се употребљавају. Немци су користили верзију касетне познате као СД-1 (4,5 кг.) и СД 2 (2 кг), која је носила више малих „бомбица“. Ове касетне су први пут коришћене при нападу на енглески град Ипсвич 1940. године, али су такође бачене и у јуну 1943. године, на Гримсби и Цлеетхорпес где је бачено преко 3.000 СД 2 бомбица. Затим су коришћене против савезничких снага на Блиском истоку, као и против Русије на источном фронту. Нарочито велика количина тих касетних је коришћена у Курилској бици када су Немци покушали да зауставе пробој Руских трупа, а и да умање сопствену штету од руских каћуша. Такође је и руска војска у Курилској бици користила велике количине касетних, па и касније до краја рата су их Руси користили. Немачке касетне СД-1 и СД 2 су се одлично показале у ратним условима, па су САД направиле копије тих бомби: М28 (50 кг.) (1942.год) и М29 (230 кг.) (1943.год). Американци су додали близински детонатор неким бомбама, чинећи их још разорнијим. Контејнер М28 садржао је 9 касетних бомбица, а М29 је садржао 24 бомбице. Бомбице у контејнеру носе ознаку M-83. У БиХ је пронађена Немачка касетна СД2 (Буттерфлy) на Нишићкој висоравни недалеко од Сарајева. Такође у БиХ су пронађена две Америчке касетне АН М41А1 20лбс Фраг у месту Горнаци код Мостара. Карактеристике те касетне бомбе је да је тешка 10 кг, а експлозивно пуњење је од ливеног ТНТ-а 1.23 кг. Ево то је један од примера да су и Американци користили касетне током другог Светског рата. Италијани су 14. септембра 1940. извели свој први борбени лет где су термос касетним бомбама засули британске трупе у Египту код места Бакуша и Нагамиса. Велика већина тих бомби је експлодирала приликом померања. Убрзо затим уследило је чишћење терена где је том приликом страдао један официр и 4 војника. Такође су Италијани у јануару 1941. године, засипали касетним бомбама обале Либије између Дерна и Тобрука, у покушају да спрече савезничку војску у њиховом напредовању. А нарочито велика количина касетних термос бомби је коришћено током опсаде Тобрука у априлу и мају 1941. године.
1950-1953: На корејском полуострву избио је рат између Северне и Јужне Кореје. У том рату Јужној Кореји је помоћ пружала превасходно Америка као и 21 земља Уједињених нација. Америчка војска је у том рату користила контејнере касетне бомбе типа М28 и М29, а у контејнеру су смештене бомбице типа М-83 која је верна копија Немачке бомбе СД1 и СД 2 које су коришћене још у Другом светском рату. Ни једна страна до сада није ово званично потврдила, али се са сигурношћу може рећи да је дошло до употребе ове касетне муниције у току рата.
1964-1975: У Камбоџи, Лаосу, Вијетнаму и Тајланду америчке снаге су употребиле огромну количину касетне муниције. Према неким проценама на светском нивоу, Лаос је једна од земаља која су највише настрадале. Тамо је бачено преко 414.000 касетних бомби које су садржале око 270 милиона касетних бомбица а према извештајима, око трећина тих бомбица није одмах експлодирала. Према неким проценама из 2011. године остало је још око 26 милиона неексплодиране касетне муниције за чишћење. Према грубим проценама, само једна десетина од укупне контаминиране површине земљишта које је остало за чишћење је око 8.750 km², а укупна површина је око 38% територије у Лаосу. Контаминираност онемогућава обраду земљишта, развој регионалне економије и представља животну опасност за десетине хиљада мештана. Тимови за чишћење у Лаосу су пронашли 19 различитих типова касетних бомби. Према званичним подацима убијено или рањено је више од 11.000 особа, а од тог броја 30% су деца. Једна од процена америчке војне базе података је да је током 9.500 летова у Камбоџи бачено око 87.000 авио касетних бомби, које су садржале преко 26 милиона бомбица, углавном у источним и североисточним деловима земље, који се граниче са Лаосом и Вијетнамом. Тамо је према проценама остало између 2 и 5,8 милиона неексплодираних касетних бомбица, а број жртава, пошто не постоје поуздани подаци, процењен је на више од 5.000. Остаци од касетних бомби који су пронађени су: БЛУ-24, БЛУ-26, БЛУ-36, БЛУ-42, БЛУ-43, БЛУ-49, као и БЛУ-61. У Вијетнаму је бачено преко 296.000 касетних бомби, које садрже око 97 милиона бомбица, а према незваничним информацијама војних стручњака, ако би се чишћење контаминираних територија одвијало овим темпом којим они раде, било би завршено за око 300 година. Према неким извештајима из Вијетнама око 300 особа сваке године страда од касетних бомби, међутим процењује се да је укупан број жртава преко 34.000. Пронађено је 15 различитих типова касетне муниције које су САД користиле а контаминирано је 64 провинција и градова, укључујући Хајфонг, Ханој, Хо Ши Мин, и Вин. Највише контаминирана подручја су у три провинције: Кванг Бињ, Кванг Нам, и Тија Тијен - Хуе. На Тајланду је 2010. године истраживање показало да је од неексплодиране касетне муниције САД МК-118, које датира још од Вијетнамском рата, контаминирано око 315.000 м² земљишта у Факта округу на северу покрајине Утарадит. Касетна муниција је очигледно била бачена када су се авиони САД враћали у своје базе на Тајланду после бомбардовања Вијетнама и Лаоса.
1970: У Замбији су пронађени остаци од авио касетних бомби у две области и то у Јифумба, Солвези округу (северозападној провинцији), а други у Мајва, Схангомбо округу (западна провинција). Нема података које то могао да баци, претпоставља се да је то могло да се деси између 1970. и почетка 1990. У Јуну 2010. године замбијска војска и Норвешка народна помоћ су очистиле ове области, које покривају укупну површину од 484.000 m² и уништиле 22 касетне бомбице типа ЦБ-470.
1973: У Сирији у такозваном Октобарском рату, израелска авијација је гађала тренинг кампове невладиних оружаних трупа близу главног града Дамаска.
1975-1991: У Западној Сахари и Мауританији су мароканске снаге због спора око територије користиле артиљеријску и авио касетну муницију против невладиних трупа Народног фронта за ослобођење Сагија ел Амре и Рио де Оро (Полисарио). Између 1980 и 1981. године Мароканско ваздухопловство спроводи нападе на места Акка, Гуелта Земмоур и Мессеид користећи касетне бомбе француске израде. Остаци од касетних бомби који су коришћени у овом сукобу су: авио касетне бомбе ЦБУ-71 са БЛУ-63 муницијом, као и МК-118с, онда артиљеријске М483А1 155 mm са М42 и М46 муницијом. Укупно има 85 области контаминираних од касетне муниције што заузима простор од 32,74 km². У Мауританији су 1990. године марокански авиони гађали касетним бомбама једну област која је 34 km северно од места Бир Могреин, што је неких 6 km² контаминиране површине. Касетне које су коришћене у овом сукобу су БЛУ-63 као и МК-118с. Мароко је између 1979. и 1995. увезао касетну муницију из САД и то: 2.994 ЦБУ-52; 1.752 ЦБУ-58; 748 ЦБУ-71 и 850 ракетних касетних бомби, што свеукупно садржи око 2,5 милиона бомбица.
1978: У јужном делу Либана су Израелци такође користили две врсте касетне муниције америчке производње, а то је контејнер ЦБУ-58 који користи бомбице БЛУ-63. Та врста касетне се поодавне не производи. А друга коришћена врста касетне у тим сукобима је МК-20 Роцкеие артиљеријске касетне, а постоји и варијанта за избацивање тих касетних из авиона.
1979-1989: У Авганистану је војска Совјетског Савеза бацала авио и ракетне касетне бомбе против невладиних снага, а у том сукобу су и невладине снаге такође користиле артиљеријске касетне али у мањем обиму. Аустралијски фотограф Џон Родстед је 2002. године снимио око 60.000 тона (60 милиона кг) ускладиштених напуштених совјетских касетних бомби у области Баграм у авио бази изван Кабула. У августу 2010. године је Министарство одбране обавестило „Монитор“ да нема касетне муниције у складиштима и да је „око 113.196 касетних бомби које садрже 29.559 килограма“ старих совјетских залиха уништено. Остаје нејасно шта је са преосталим огромним количинама касетних бомби које су пронађене 2002. године.
1982: На Фолкландским острвима су британски авиони Си Харијер долетели са носача авиона ХМС Хермес и гађали пешадију аргентинске војске у близини аеродрома Порт Стенли, затим малу травнату писту код Гус Грина, као и Луку Хуард. Касетне бомбе које су коришћене су БЛ-755 и бачено је 107 контејнера касетних са 15.729 бомбица.
1982-1983: У Либану су опет Израел и Америка користили касетне бомбе против сиријских снага и невладиних трупа. Један од тих догађаја догодио се у децембру 1983. године где је морнаричка авијација САД бацила 12 контејнера ЦБУ-59 и 28 ракетних МК-20 Роцкеие касетних бомби на противваздушну одбрану сиријских снага у близини Бејрута.
1983: На Гренаду су морнарички авиони САД бацили 21 контејнер касетних бомби током операције ваздушне подршке.
1984-1988: У Ирану су Ирачани 1984. године у почетној фази рата употребили авио касетне бомбе. У каснијим фазама рата користили су Абабил-50 ракетне касетне бомбе, које су копија М-87 Оркана из бивше Југославије. Иначе Ирак и бивша Југославија су заједно вршили истраживања и производиле ово оружје само под различитим називима, у бившој Југославији се звало Оркан а у Ираку Абабил. Још један од догађаја који се десио у том периоду а то је да су САД 1988. године напали морнаричким авионима бродове Иранске револуционарне гарде, гађајући их касетним бомбама МК-20 у операцији која се називала Богомољка. Такође и Иран је користио касетне и то његове ваздухопловне снаге које су користиле БЛ755 касетне бомбе гађајући ирачке трупе и оклопна возила. Авиони који су носили те бомбе су: Ф-5Е, Ф-5Ф, Ф-4Д и Ф-4Е Фантоми.
1986: У Либији су авиони САД 25. марта бацили МК-20 ракетне касетне на либијске бродове у заливу Сидра. Такође су САД 14-15. априла бацили 60 ракетних бомби на аеродром Бенина.
1986-1987: У Чаду су француски авиони бацили касетну муницију на аеродром Вади Доум. У више области Чада пронађена је неексплодирана муниција и то у области близу места Фаиа Ларгеау, затим у области Гоуро (на североистоку Боркоу региона ) и у три северне провинције Билтине у Вади Фира региону (североисточни Чад) источно од главног града Нџамена. Либијске снаге такође су користиле касетну муницију Совјетског порекла АО-1СЦх, ПТАБ-1.5 и ПТАБ-2.5 а остаци од касетне муниције су пронађени у области близу места Фаиа Ларгеау.
1988-1994 и 2016-2020: На Нагорно-Карабаху у сукобу Јерменије и Азербејџана око спорне територије пронађене су касетне бомбе на 162 локације, које заузимају површину од 94 km². То су подаци из извештаја из 2008. године а пошто је један део територије очишћен од касетних бомби, према новијем извештају из марта 2011. процењени преостали простор за чишћење је 69,5 km², на 131 локацији. Значајан проблем са остацима касетне муниције је посебно у Аскеран и Мартакерт региону. Процењује се да је 180 касетних бомби бачено на град Степанакерт. Врсте касетне муниције која је пронађене је: ПТАБ-1, СхОАБ-0.5 и АО-2.5. Извештаји такође говоре да су касетне бомбе пронађене и на неким деловима територије Азербејџана. После дужег примирја поново је избио краткотрајан рат који је трајао 4 дана од 1 до 5. априла 2016. године, где су коришћене артиљеријске касетне бомбе. Убрзо после завршетка ратних дејстава већ 8. априла 2016. се приступило операцији уништавања заосталих неексплодираних касетних бомби испаљених из Смерча 9М55К 300 мм. После 10 дана уништено је око 200 комада бомби, типа М095 ДПИЦМ, код села Неркин Хоратагх и Мокхратагх у близини града Мартакерт на североистоку Нагорно-Карабаха. Азербејџан је касетне испалио из ракета Смерч у ноћи 4. априла, где су медији снимили остатке дела ракете на југоистоку округа Хардут, близу границе Азербејџана и Ирана. Азербејџан је последњи пут користио касетну муницију у септембру-октобру 2020. током борби око Нагорно-Карабаха. Постоје јасни докази да је Азербејџан користио ракете са касетном муницијом ЛАР-160 у нападима на Степанакерт 27. септембра, 3. и 4. октобра; у Хадруту 3–4. октобра; и у Мартакерт 4. октобра. Јерменске снаге — или снаге које Јерменија подржава у Нагорно-Карабаху или у седам округа Азербејџана који су били под јерменском контролом — испалиле су касетну муницију на Азербејџан током сукоба 2020. Ракете с касетном муницијом Смерч које садрже подмуницију 9Н235 коришћене су у граду Барда у западном Азербејџану 28. октобра, убивши најмање 21 и ранивши најмање 70 цивила. Било је доказа да су јерменске или нагорно-карабахске снаге уз подршку Јерменије користиле касетну муницију у најмање четири друга дела Азербејџана: у Гизилхаџилију 3. октобра; у Тапгарагојунлуу 23. октобра; у Кебирлију 24. октобра; и у Гараиусифлију 27. октобра.
1990-1991: У Ираку и Кувајту су САД и њени савезници бацили 61.000 контејнера авио касетних бомби, који садрже око 20 милиона бомбица. Саудијска Арабија је у заједничкој акцији са САД гађала артиљеријским, као и авио касетним бомбама током битке за место Кхафји. Тачан број касетне муниције коришћен из артиљеријских и ракетних система није познат али се сумња да је било преко 30 милиона подмуниције ДПИЦМ. Француско ваздухопловство је у заливском рату 17. јануара 1991. године, са својим авионима Јагуар током борбених летова бацало касетне на Кувајтску авио базу Ал-Јабер, тада још под ирачком контролом, током операције „Дагует”. Такође су и Британци учествовали у том рату са својим авионима и користили су свој арсенал касетних бомби. Поуздано се зна да су њихови авиони Торнадо користили касетни диспензер сталног типа ЈП-233, где је Ирачка противваздушна одбрана и оборила један авион Торнадо, приликом бомбардовања Ирачких аеродромских писта касетним бомбама, мада то Британци неће да признају, тврдећи да је авион пао сам од себе.
1991: У Мађарској је тадашња Југославија у ноћи 21. октобра 1991. грешком бацила две касетне бомбе БЛ-755 Мк.3 на периферију Барча, малог града у најјужнијем делу Мађарске, наневши им велику материјалну штету, где срећом није било жртава. Инцидент је довео до хитне надоградње Мађарског ратног ваздухопловства, које је добило 28 нових ловаца МиГ-29 Б у замену за отпис државног дуга бившег Совјетског Савеза. Мађарска влада је такође позвала НАТО авионе Е-3 АВАКС да патролирају изнад Балатон језера.
1991-1995: У Хрватској је током сукоба почетком 1990-их година у залеђу Задра контаминирано од касетних бомби око 9,3 km², а процене су да има око 5.000 неексплодиране касетне муниције. Највећа контаминација терена у Хрватској је баш у Задарском залеђу. Такође су касетне бомбе коришћене 2-3. маја 1995. године када су невладине трупе гађале цивилне делове Загреба из М-87 Оркана. Овде треба напоменути да је 12. јуна 2007. године Међународни суд за бившу Југославију донео кривичну пресуду на индивидуалној основи Милану Мартићу за гранатирање Загреба и употребу касетних бомби типа М-87 Оркана током тог чина, и при томе погађање цивилних објеката. Одлука је донета на основу карактеристика употребљеног (веома непрецизног) оружја у комбинацији са карактеристикама гађаног/погођеног терена и с тиме у виду мале вероватноће погађања чак и потенцијалних војних циљева, као што су хрватско Министарство одбране или спољних послова. Током гранатирања центра Загреба 2 и 3. маја 1995. године погинуло је 7, а повређено је скоро 200 цивила.
1992-1994: У Анголи у грађанском рату због непризнавања изборних резултата поражена страна на изборима УНИТА на челу са опозиционим лидером Савимби који су имали 40% гласова у односу на другу страну МПЛА 49%, је одбила да прихвати изборне резултате и обнавља рат током кога је дошло до коришћења непознатог броја касетних бомби које су пронађене на многим локацијама. Деминери који су радили на рашчишћавању касетних бомби уништили су остатке у провинцији Хуамбо у близини места Цаала и Баилундо. То су биле бомбе совјетске производње и то: ПТАБ-2.5 и АО-2.5 РТ.
1992-1995: У Босни и Херцеговини Војска Југославије и невладине трупе су искористиле расположиве залихе касетне муниције. У раној фази сукоба авиони Југославије гађали су касетним бомбама и то БЛ-755, а у каснијој фази било је и ракетних касетних из М-87 Оркана. Авиони НАТО-а су бацили 2 касетне бомбе ЦБУ-87 у једном дану, а такође у неколико наврата су и Британци бацили касетне бомбе БЛ-755. Истраживање је показало да је загађено 669 области, које покривају површину од 12 km².
1992-1997: У Таџикистану су непознате трупе у грађанском рату користиле касетне бомбе и оне су пронађене у градовима Гхарм и Расх Валеј. Врсте касетних које су пронађене су: СхОАБ-0.5 и АО-2.5 РТ совјетског порекла.
1994-1996: У Чеченији су Руске снаге користиле касетне бомбе против невладиних трупа. Један од тих напада догодио се 3. јануара 1995. године у којем су руски борбени авиони у више наврата бомбардовали чеченски град Шали са касетним бомбама. Наводно је тог дана у неколико напада у и око града Шалија бачено укупно 18 касетних бомби. Бомбе су погодиле пијацу, бензинску пумпу, школу као и болницу у којој су се лечили цивили као и руски ратни заробљеници. Према неким извештајима најмање 55 људи је погинуло укључујући и пет медицинских радника, а 186 је рањено.
1996-1999: У Судану су владине трупе гађале јужни део Судана авио касетним бомбама чилеанске производње ПМ-1. У јужном Судану је контаминирано 519 локација. Остаци од касетне муниције пронађени су у насељима, на пољопривредном земљишту, пашњацима, рекама и потоцима, на падинама брда, у пустињским областима, као и око бивше војне касарне. У августу 1998. године су америчке снаге гађале са својих бродова и подморница фабрику у Картуму где су испалили 66 ТЛАМ-Д Блоцк 3 крстареће ракете, од којих свака садржи 166 БЛУ-97 бомбица.
1997: У Сијера Леоне су нигеријски мировњаци употребили БЛГ-66 Белуга бомбе (Француске производње) на истоку града Кенема, као и на место Локосама, близу Порт Локо.
1988: У Авганистану су америчке снаге гађале касетним бомбама невладине трупе у тренинг кампу.
1998: У Колумбији је дошло до очигледне употребе касетне муниције од стране Колумбијских ваздухопловних снага у Санта Домингу у општини Таме (Арауца). Један од тих догађаја где је употребљена касетна муниција одиграо се 13. децембра 1998. године, у којој је погинуло 17, а 27 људи је рањено. Коришћене су старе касетне бомбе АН-М1А2 америчког порекла из Другог светског рата где је свака бомба била тешка око 20 килограма. Дуго се водила полемика да ли се те бомбе могу квалификовати као касетне бомбе. Због тога је покренута тужба пред међународним Америчким судом за људска права где је у децембру 2012. године, објављена пресуда којом се потврђује да су колумбијске ваздухопловне снаге користиле касетну бомбу АН-М1А2, за коју су рекли да задовољава дефиницију касетне муниције. Суд је такође утврдио да Колумбија мора да пружи помоћ настрадалим жртвама у складу са својим могућностима које проистичу из обавеза Конвенције о касетној муницији, која је усвојена у УН-у 2010. године. У новембру 2017. године Врховни суд Колумбије потврдио је ову одлуку Америчког суда.
1998-2000: У сукобу између Етиопије и Еритреје због граничног спора дошло је до коришћења авио касетних бомби. Еритреја их је бацала по аеродрому Мекеле и школи, док је Етиопија гађала аеродром Асмара и место Гас-Барка у западној покрајини Еритреје. Остаци од касетне муниције нам указују да су коришћени типови: БЛ-755 британске производње, М20Г грчког порекла, као и ПТАБ-2.5 руског порекла.
1998-2003: У  ДР Конгу у такозваном Другом конгоанском рату је учествовало 8 афричких земаља и око 25 наоружаних група, тако да је то био највећи афрички рат после Другог светског рата. У том сукобу су употребљене касетне бомбе БЛ-755 британске производње, БЛУ-63 америчке производње, и ПМ-1. Ваздухопловство Зимбабвеа је користило касетне БЛ-755с, против Руанде, Уганде и побуњеничких снага Конга током раних фаза рата, у знак подршке лидера Конга Лаурент Кабила. Остаци касетне муниције пронађени су у провинцијама Екуатеур, Катангу, Маниема и покрајини Ориентале, а постоји сумња да их има и у провинцији северни Кив. Због сложености самог сукоба и учествовања доста земаља као и наоружаних група, не зна се тачно ко је све употребљавао ту муницију. Према непотпуним извештајима, број жртава од остатака касетне муниције је најмање 207 и то од 1964. до краја 2010. године.
1999: Југославију (коју су тада чиниле Србија са аутономном покрајином Косово и Црна Гора) су НАТО снаге САД, Уједињеног Краљевства и Холандије бациле 1.765 контејнера са 295.000 бомбица, од којих се процењује да 33 хиљаде није експлодирало и да заузимају површину од око 31 km², док је у 2008. години истраживање Норвешке народне помоћи (НПА) као и српског Центра за уклањање мина (СМАЦ) потврдило да је још остало контаминирано 290 области, које заузимају простор од 14,9 km². Врсте касетне муниције које су коришћене су: БЛУ-97, БЛ-755 (МК-1 и МК-4), МК-118 као и БЛУ-114Б која у себи има графитна влакна, која служе за прекид протока електричне енергије на централама или далеководима. Према подацима невладине организације Ландмине Ацтион скоро 8.500 касетне подмуниције је било бачено без циља и употребне сврхе. До сада евидентирани број жртава касетних бомби у Србији (погинулих и тешко повређених) је 191 особа (без Косова). Погинуло је 31 лице (16,2%), рањено је 160 лица (83,8%), а 62,5% жртава чине мушкарци и дечаци млађи од 19 година. Такође се оцењује да контаминиране површине чини искључиво обрадиво земљиште (поља, шуме, виногради...) као и да је 84% жртава од касетних бомби од укупног броја жртава утврђено у првој години после завршетка оружаних сукоба. Опасност од неексплодиране касетне муниције није равномерно распоређена на територији Србије. Овом опасношћу је погођено 28 месних заједница из 16 различитих општина. Укупно је овим проблемом погођено 12 од 30 округа Републике Србије (без процене опасности за подручје Косова и Метохије). У погођеним месним заједницама живи око 162.000 становника. Према садашњим проценама 88.000 становника живи у непосредној близини сумњиве површине, те се може сматрати да су изложени свакодневном ризику. У марту 2011. године, косовски центар за уклањање мина пријавио је 48 области које су контаминиране од неексплодиране касетне муниције и још шест сумњивих подручја. Према подацима Института Уједињених нација за разоружавање (УНИДИР), на пограничном простору са Албанијом, нарочито у региону Кукеша, као и у још неким деловима приграничног појаса пронађени су остаци касетних бомби. Неексплодирана подмуниција је на територији Албаније изазвала скоро 300 жртава, од којих је више од 40 смртних случајева. Највише жртава у појединачним нападима НАТО-а било је 7. и 12. маја 1999. године, када је на град Ниш бачено укупно 36 контејнера касетних бомби. Тада је убијено 15 особа, а више десетина је рањено (од тога 8 је тешко повређено), оштећено је 120 стамбених објеката, уништено је 47 путничких аутомобила а 15 аутомобила је оштећено. Касетне бомбе у Нишу су избацили холандски авиони Ф-16. Други велики инцидент у појединачним нападима са великим бројем жртава десио се 13. маја 1999. године, када су НАТО авиони са 8 касетних бомби погодили једну избегличку колону косовских Албанаца која се враћала својим кућама код села Кориса у близини града Призрена, а 65 km југозападно од Приштине. Том приликом је убијено преко 100 косовских Албанаца избеглица, већином жена, деце као и старијих и изнемоглих особа, а био је и велики број рањених. НАТО снаге су признале да су користиле касетне бомбе у овој акцији. Организација за људска права (Хуман Ригхтс Wатцх), је 13. маја 1999. године послала писмо генералном секретару НАТО-а Хавијеру Солани (шп. Francisco Javier Solana Madariaga), наглашавајући „озбиљну забринутост због тога што НАТО погађа цивиле, као и цивилне установе“, рачунајући болнице, електране, медијске установе и фабрике које нису везане за војну производњу. Такође је и Британско ваздухопловство за време НАТО агресије бацало касетне бомбе РБЛ-755. Нарочито је било изражено у пограничним подручјима и на већем делу територије Косова. За време тих операција укупно је бачено 531 касетна бомба РБЛ-755, (старије верзије БЛ-755 нису бацане). Њихови циљеви су били аеродром, онда тенкови, артиљерија, а такође и места окупљања и колоне возила, а такође и сама војска. РАФ је први пут то користио 6. априла против конвоја војних возила и тенкова, а такође и следећих неколико дана поновио је нападе, где су била груписана возила. Дана 14. априла је гађано складиште горива код Приштине, а 17 и 18. априла су коришћене за нападе на српске специјалне снаге. Највећа употреба РБЛ-755 била је 5. маја када је употребљено против српских лако оклопљених возила и гађана је артиљерија са укупно 32 контејнера тих бомби. РБЛ-755 су коришћени практично за читаво раздобље сукоба. После завршетка тог рата у анализи учинка касетних бомбица РАФ ваздухопловне снаге Британије су изразили велико незадовољство, зато што је учинак касетних био катастрофално лош, јер је имао само 5% квалитетног учинка на терену дејства касетне.
2001-2002: У Авганистану у периоду од октобра 2001. и почетка 2002. године авиони САД су током 232 напада на локацијама широм земље бацили 1.228 касетних бомби, које су садржале 248.056 бомбица. Такође велику опасност чине остаци касетне муниције бачене су још од стране совјетских снага током претходног рата, тако да су деминери приликом чишћења наилазили на касетне бомбе САД као и на Совјетске. Процењено је да је 24 области контаминирано од касетних бомби. У Авганистану је забележена најмање 771 жртва од касетне муниције.
2003-2006: У Ираку су САД и Велика Британија током 3 недеље ратних дејстава бациле око 13.000 касетних бомби, које садрже око 1,8 до 2 милиона бомбица. У једном инциденту 7. априла 2003. године НАТО снаге су гађале Багдад и много бомбица је остало неексплодирано при удару услед кога је дошло до великог броја жртава од касетних бомби. Касетне бомбе су пронађене на многим локацијама а један извештај из 2004. године нам говори да је главни ауто-пут између Кувајта и Басре био мета тешког напада касетним бомбама, а ова муниција интензивно је коришћена и око Басре, Насирииах као и на прилазним путевима Багдаду. Контаминирано је 2.200 локација дуж река Еуфрат и Тигар. Процењује се да је од 1991. године било између 5.500 и 8.000 жртава касетне муниције, укључујући и губитке који су се десили током напада, а четвртину жртава чине деца. Касетне бомбе које су коришћене у овим сукобима су: БЛУ-97, БЛУ-63 америчке производње, као и БЛ-755 Британске производње. Своје ватрено крштење ЦБУ-105 је имала 2. и 3. априла 2003. године током операције “Ирачка слобода”. Здружене англоамеричке снаге су после онеспособљавања против-ваздушне одбране и уништења дела ирачке копнене војске приликом напада у пустињи, наставиле даљи продор ка унутрашњости. Насупрот њих су се налазиле јединице Ирачке Републиканске Гарде сачињене од “Багдадске”, “Хамураби” и “Медина” дивизије. Првог априла започели су напади ка главном граду од стране Петог америчког корпуса. Током вечери 2. априла, први пут је изведен ваздушни напад, користећи шест касетних бомби типа ЦБУ-105, које су у потпуности уништиле две дугачке колоне оклопних возила и тенкова. На овај начин је спречено ојачавање дефанзивне линије на правцу ка Багдаду, али још важније, оперативне способности читаве дивизије сведене су на 18% по завршетку дејстава. Ирачани нису знали о чему је тачно реч, осим да је бомбардовање било изузетно погубно за њих.
2006: У Либану су израелске трупе у јулу и августу гађале касетним бомбама јужни део Либана. Хезболах који се бори на страни Либана је испровоцирао Израел и испалио артиљеријске касетне бомбе кинеске производње од 122 мм, на израелске цивилне циљеве током рата 2006. године. На Израелска места је испаљено 113 ракета са 4.407 касетних бомбица, где су највише настрадала места Кириат Мотзкин, Нахариа, Кармиел, Магхар и Сафсуф. То је на неки начин испровоцирало Израел, где је у задња 3 дана сукоба бацио огромну количину касетних бомби на Хезболах у јужном Либану. Према проценама УН Израел је бацио око 4 милиона бомбица и то само током задња 3 дана сукоба, а око 1 милион је остало неексплодирано и то је изазвало несагледиву хуманитарну опасност за многе житеље тог подручја, као и дуготрајну економску кризу у претежно аграрном сектору погођеног подручја. Израелска офанзива је наишла на оштру међународну критику јер су овакве бомбе бацане на области насељене претежно цивилима. У првих месец дана после тог рата погинуло је или рањено у просеку 3-4 особе дневно, а у првој години мира је било више од 200 цивилних жртава. Према извештају из маја 2011. године, у преко 758 подручја земљиште је контаминирано од касетне муниције, на укупној површини од око 18,1 км².
2008: У Грузији 12. августа 2008. Руси су бацили неколико типова касетних бомби на град Гори, а исто тако су их грузијске трупе користиле, што су касније и званично признали. У том сукобу најмање 11 је погинуло, а укупан број жртава је био најмање 70. Грузија је користила касетне бомбе и у сукобу са непризнатом државом Абхазијом, која се отцепила од Грузије 1992. године. Грузијске снаге су користиле касетне бомбе у долини Кодор и тврди се да је Грузија испалила велики број касетне муниције М85 муниције из ЛАР-160 ракетних касетних израелског порекла. Забележен је велики број неексплодираних касетних бомби у подручју на коме су се водиле борбе а коришћено је више врста касетних бомби у Грузији и Абхазији и то су: авио касетне АО-2.5 РТМ, ракетне 9Н210, као и М-85 муницијом из ЛАР-160 mm ракетних касетних Израелске производње, а према извештајима купљене су од Израела 2007. године.
2009-2018: У Јемену су САД 17. децембра 2009. године бациле најмање пет подморничких крстарећих ракета ТЛАМ-Д са 166 бомбица БЛУ-97 на један камп за обуку у ал-Ма'јалах у јужном Јемену. У нападу је убијено 55 људи, укључујући и 41 цивила. Пошто нису одмах почели са чишћењем заосталих касетних бомби у том кампу је до 2013. године смртно страдало 4, а теже и лакше рањених је било 13 цивила. У 2014. и 2015. години је дошло опет до коришћења касетних бомби, а користиле су их највероватније све стране у овом сукобу и то владине снаге Јемена и снаге које су се бориле против њих а то је коалиција земаља на челу са Саудијском Арабијом, а у тој коалицији су још биле земље Бахреин, Египат, Јордан, Кувајт, Мароко, Катар, Судан и Уједињени Арапски Емирати. Касетне бомбе које су коришћене у сукобима су: БЛУ-97, БЛУ-61 као и (ДПИЦМ) америчког порекла, као и РБК-250-275 АО-1СЦх совјетског порекла. Коалиција је у периоду од 2015–2017 предвођена Саудијском Арабијом извела војну операцију у Јемену против снага Ансара Алаха, познатих као оружана група Хути. Коалиција је користила авио касетну муницију у насељеним областима и у тим нападима је дошло до цивилним жртвама као и до велике штете нанете цивилним објектима. У априлу месецу 2015. године је дошло до употребе модерне касетне муниције ЦБУ-105, која садржи 10 мањих бомбица БЛУ-108 који имају главу за навођење на циљ, и када налете на групу циљева онда се тих 10 бомбица БЛУ-108 отварају и из сваке те бомбице излеће по 4 паметне подмуниције такозваних Скееет-а, који се устремљују на задати циљ. Ове модерне касетне бомбе су користиле ваздушне снаге Саудијске Арабије приликом бомбардовања положаја Хута у суседном Јемену. И у 2018. години је било 23 напада са касетним бомбама али их је тешко доказати због немогућност присуства извештача са терена. Коришћење касетних у тим сукобима у периоду од 2015-2017 су БЛУ-63, БЛУ-97, БЛУ-108 Америчке производње, као и БЛ-755 Британске производње. Војна коалиција предвођена Саудијском Арабијом бацила је више од 3 милиона касетних бомби на Јемен од почетка разорног рата у марту 2015. године, где је касетна муниција прикупљена у 15 покрајина и 70 округа, истичући да су Јеменци открили 15 врста које се користе у ваздушним нападима. Биле су 42 жртве касетних бомби широм Јемена у месецу марту и отприлике 220 жртава у западној обалској покрајини Худаyдах откако су се плаћеници које подржава Саудијска Арабија повукли из ње прошлог новембра. Након извештаја о великој цивилној штети у Јемену у мају 2016. године, Обамина администрација је обуставила извоз америчке касетне муниције у Саудијску Арабију. Такође оштро је протестовала и Велика Британија тако да се децембра 2016. године, Саудијска Арабија обавезала да ће престати да користи све касетне које су произведене у Британији. Иначе Велика Британија је потписница споразума о забрани касетне муниције, што даје на значају о правилној и коректној примени тог споразума. То све није омело Коалицију на челу са Саудијцима да наставе да користе овог пута ракетну касетну муницију АСТРОС II Бразилске производње. До 30. марта 2022. године број погинулих цивила од употребе касетних бомби износио 3.921, укључујући 119 деце и 39 жена, док су рањена 2.884 цивила, укључујући 257 деце и 76 жена.
2011: У Камбоџи је између 4. и 7. фебруара 2011. године у спорном делу појаса са Тајландом избио сукоб између те две земље, који је кратко потрајао. Сукоб се догодио на територији Камбоџе под заштитом УНЕСКО, у близини храма Преах Вихеар, где су тајландски војници бацили неколико врста касетне муниције и то су: М35, М42, М46 и М-85. Контаминирана територија захваћена овим сукобом је на површини од око 1,5 km² и доводи у опасност четири села а број угрожених особа је између 5.000 и 10.000. Тајландски амбасадор је 5. априла у УН-у Женеви потврдио да су коришћене касетне бомбе. Ово је била прва употреба касетних бомби од 2008. године, од ступања на снагу конвенције о забрани касетних бомби. Конвенција је званично ступила на снагу 1. августа 2010. године.
2011-2015: У Судану је коришћена касетна муниција највероватније од стране оружаних снага Судана од 2011. године у градовима Троји и Онголо, који су близу границе Јужног Судана. У том грађанском рату од средине 2011. године између Суданске Народно ослободилачке армије Севера (СПЛМ-Н) и оружаних снага Судана коришћене су касетне бомбе РБК-500 АО-2.5РТ совјетске производње, као и Тyпе-81 кинеске производње. Доказано је из више независних извора да су коришћене касетне бомбе у близини ових градова, нема званичне потврде ко их је користио али основано се сумња да су их користиле владине снаге Судана, јер их иначе и имају у својим складиштима. Касетну муницију су поново користиле суданске ваздухопловне снаге у фебруару, марту и у мају 2015. године, у планинама Нуба (Јужни Кордофан), а у јуну 2015. пронађени су остаци касетних бомби РБК-500 које садрже АО-2.5 РТ подмуницију после напада на град који се десио 27. маја 2015. Према извештајима суданске ваздухопловне снаге су бациле четири касетне бомбе на Кауду око 7:30 ујутро, али ниједна није експлодирала при удару, остављајући неуспешну муницију и неексплодирану подмуницију. У 2015. години бачено је најмање 23 касетне бомбе бачене су у округу Делами, Умдореин и Албурам (Тобо). Због ратова који су се дешавали у том подручју расељено је око 1,7 милиона људи, а то је отприлике половина становништва двеју држава.
2011-2019: У Либији је 2011. године избио сукоб између владиних и невладиних снага које су биле потпомогнуте НАТО алијансом из ваздуха, у циљу свргавања са власти Моамера ел Гадафија (арап. معمر القذافي; енгл. Muammar Mohammed Abu Minyar al-Gaddafi). Сукоби су трајали неколико месеци и дошло је до употребе касетних бомби у ноћи 14. априла 2011. године, а пронађени су остаци на 3 локације у Ајабиyа, онда у градској четврти у западном делу града Мисрате, као и у Нафуза у близини планина Јаду и Зинтан. Касетне бомбе употребљене од либијских снага су минобацачки пројектили МАТ-120 шпанске производње од којих сваки садржи 21 бомбицу. Ознаке на остацима пројектила касетних бомби нам показују да су произведене 2007. године, а познато је да је Либија куповала касетне бомбе од Шпаније у периоду од 2006. до 2008. године. Није било доказа коришћења касетне муниције 2011. године у Либији од стране НАТО-а, укључујући и Сједињене Државе (САД). У свом формалном одговору УН-у комисији за расправе о Либији, НАТО је потврдио да нису користили касетну муницију у операцијама у Либији. Касетна муниција се поново користила у најмање два случаја између децембра 2014 и марта 2015. године, у Сирту и Бин Јаwадy. Током 2016. и 2017. године наставили су да се појављују подаци који указују на то да су снаге Либијске националне армије користиле касетну муницију. У мају 2019. године снаге ЛНА одане генералу Хафтару оптужене су за употребу касетних бомби РБК-250 у нападима на Триполи и око њега. Египат и Уједињени Арапски Емирати (УАЕ) пружају ваздушну подршку снагама Калифа Хафтара, па постоји основана сумња да су и они користили касетне у тим нападима, тим пре што их имају у својим складиштима а и нису приступили Конвенцији о забрани касетних бомби.
2012-2022: У Сирији у грађанском рату од средине 2012 до јула 2019 су коришћене касетне у више од 700 одвојених напада. Коришћено је више врста касетне муниције у јулу 2012 коришћено је РБК-250-275 - 150 АО-1СЦх, онда у августу 2012 коришћено је РБК-250 - 30 ПТАБ-2.5М, затим у децембру 2012 је коришћено 122 mm САКР, онда у марту 2013 је коришћено РБК-500 - 565 СхОАБ-0.5, онда у мају 2013 је коришћено БКФ - 96 ПТАБ-2.5КО, онда у јуну 2013 је коришћено АО-2.5РТ, у фебруару 2014 је коришћено 9М55К 300 mm - 72 9Н235 као и 9М27К-сериес 220 mm, и у априлу 2014 је коришћено “ЗП-39” ДПИЦМ. И у 2015. години су коришћене касетне бомбе, углавном од стране владиних снага. Од јула 2017. до јула 2019. године било је око 70 одвојених напада касетном муницијом. Опсег употребе касетне муниције био је сигурно много већи, јер су многи напади вероватно остали непримећени, зато што посматрачи нису могли да дођу до доказа због грађанског рата у тој земљи. Треба поменути два напада касетном муницијом 19. и 23. маја 2019. где је за те нападе коришћена 9Н235 артиљеријска касетна муниција у Идлибу, у којој је убијено најмање 13 цивила, укључујући троје деце. Сиријска организација за људска права идентификовала је најмање 43 напада касетном муницијом у првој половини 2019. године, готово сви су били у области Идлиба . У 2021. години је поново коришћена касетна муниција, тачније 14. марта 2021. године у близини града Алепа забележен је код владиних снага. У североисточној Сирији, шеф војног савета Тал Тамра је наводно тврдио да су турске снаге подржане наоружаним групама користиле касетну муницију током гранатирања села Ум Кеф, близу Тал Тамира у провинцији Ал Хасака, 4. јуна 2022. године. Дана 6. новембра 2022. године, осам цивила је убијено, а најмање 75 других је повређено када су сиријска влада, уз подршку руске војске, користили касетне бомбе у нападима који су погодили камп Марам за интерно расељена лица (ИДП) близу Кафр Јалиса, као и четири друга кампа за интерно расељена лица у северозападној провинцији Идлиб. Напади су коришћени са ракетама 220мм 9М27К серије Ураган, које садрже 9Н235 или 9Н210 фрагментацијске подмуниције. Врсте касетне муниције која се користи у Сирији од 2012 до краја 2022. RBK-250 PTAB-2.5M, RBK 250-275 AO-1SCh, RBK-500 AO-2.5RT/RTM, RBK-500 PTAB-1M, RBK-500 ShOAB-0.5, RBK-500 SPBE, Uragan (9M27K-series), Smerch (9M55K), SAKR, 9N123K, 3-O-8, BKF AO-2.5RT и BKF PTAB-2.5KO.
2013-2015: У северној Уганди близу тадашње Суданске границе су пронађене касетне бомбе РБК-250-275 АО-1СЦх које су коришћене у прошлости током вишегодишњих борби између побуњеничке војске (ЛРА) и угандске војске. Није јасно ко је користио касетну муницију или тачно када или колико муниције је коришћено. Уганда је у неколико наврата негирала да су њене оружане снаге користиле касетну муницију и рекли су да је ЛРА одговорна за то. Уганда је такође негирала да је користила касетне бомбе у Јужном Судану почетком 2014. године, када је пружала ваздушну подршку влади Јужног Судана против опозиционих снага. У фебруару 2014. појавили су се докази који показују да је у периоду од средине децембра 2013. касетна муниција коришћена ван главног града Бора, у држави Јонглеи, током сукоба опозиционих снага Јужног Судана (ЛРА) и војске Судана (СПЛА), уз ваздушну подршку Уганде. Остаци најмање осам касетних бомби РБК-250-275 и непознате количине неексплодиране касетне муниције АО-1СЦх пронађени су у близини главног пута, 16 километара јужно од града Бора, на подручју за које се раније није знало да је контаминирано. Све стране у сукобу Судан, Јужни Судан и Уганда су негирале употребу касетне муниције и поред евидентних материјалних доказа. Савет безбедности УН-а једногласно је усвојио резолуцију 2155 која је са озбиљном забринутошћу констатовала - неселективну употребу касетне муниције у држави Јонглеи у фебруару 2014. године и позвала све стране да се суздрже од употребе касетне муниције у будућности.
2014-2015: У источном делу Украјине у грађанском рату коришћене су касетне бомбе на две локације и то: 3. јула 2014 пронађене су неексплодиране касетне бомбе код Краматорска и то остаци од 300 mm 9М55К и 9Н235 испаљени из 9К58 Смерч, који има домет око 70 km. У близини Славјанска 11. јула пронађени су остаци од 220 mm 9М27К - 9Н210 и 9Н235 испаљени из 9К57 Ураган који има домет око 35 km. Нема званичних потврде ко је користио касетне бомбе али основано се сумња да су га користиле Украјинске владине снаге јер се нису ни потрудили да демантују те оптужбе. Касетна бомбе су опет коришћене у октобру 2014. године од стране Украјинских владиних снага, као и у јануару и фебруару 2015. године, где су обадве стране користиле касетне бомбе.
2022-2024: У Украјини је приликом Руске специјалне операције дошло до коришћења касетних бомби. Касетне бомбе су се користиле у источним деловима Украјине нарочито је то примећено у Доњецку где су га користиле украјинске снаге као и у Краматорску где су га такође користиле украјинске снаге. Овде се мора истаћи да су украјинске снаге гађали касетним бомбама своје становништво у Краматорску када је оно покушавало да побегне возовима из града због надирања руских трупа према том граду. То је слична ситуација као и 1999 године када су се Албанци враћали из Албаније на Косово и онда су их НАТО авиони гађали касетним бомбама, да би спречили Албанце да се враћају својим кућама. То су то покушали су да припишу нама, али је касније доказано да су то урадили НАТО авиони. Ово сада је нешто слична ситуација која се десила у Краматорску где су Украјински цивили покушали да побегну возовима, а то је искористила Украјинска војска убијајући своје становништво како би на крају оптужили Русију за тај злочин. Док је у Харкову примећено неколико касетних бомби које су користиле руске снаге, неке од тих касетних су одмах убрзо пошто су пале и експлодирале, тако да није било повређених цивила. У једном од случајева десило се да се није отворио контејнер од касетне бомбе и комплетан контејнер са касетним бомбама је пао на земљу. Касније га је Украјинска војска уништила, тако да нико од цивила није настрадао. Њујорк тајмс је први известио да су украјинске снаге употребиле ракете са касетном муницијом Ураган у нападу на Хусаривку, у области Харкова, 6. или 7. марта 2022. године, када је село било под руском контролом. Украјина није порицала ову употребу касетне муниције, али је рекла да се „оружане снаге Украјине стриктно придржавају норми међународног хуманитарног права“. Оружане снаге Украјине су користиле касетну муницију у нападима на град Изиум, у области Харков, између марта и септембра 2022. године, када су га контролисале руске снаге, саопштила је Независна међународна истражна комисија за Украјину. Комисија је дала три примера који илуструју ову употребу касетне муниције у граду Изијум: напад 9. маја 2023. на стамбену област у коме су погинуле три и повређене шест људи; напад 14. јула 2023. на централну пијацу у коме су две особе повређене; и напад 16. јула 2023. на стамбено насеље у којем су погинуле две особе. У јулу 2023, Хуман Ригхтс Ватцх (ХРВ) је такође известио о украјинским ракетним нападима касетном муницијом на град Изијум и околна подручја између априла и септембра 2022, када су руске снаге контролисале те области. ХРВ је забележио најмање осам цивила убијених и 11 рањених у нападима и упозорио да су те бројке „највероватније... делић укупног броја“ цивилних жртава претрпљених од употребе касетне муниције у Украјини. Русија никада није порицала употребу касетне муниције у Украјини.

## Конвенција о касетним бомбама и како је дошло до ње
Почеци борбе против овог оружја и истицања колико је оно нехумано потичу још из давне 1973. године, када је завршен рат у Индокини и када су обелодањене несагледиве последице настале од великог броја неексплодираних касетних бомби и изнети подаци о великом броју страдалих цивила у тим сукобима. Влада Швајцарске и Међународни црвени крст организују у фебруару 1974. године међународну конференцију са циљем да се установе правне рестрикције за коришћење врста оружја са несагледивим и непропорционалним хуманитарним последицама. На тој конференцији, Египат, Мексико, Норвешка, Судан, Шведска, Швајцарска као и СФР Југославија представљају радни докуменат, на основу којег би се забранила употреба касетних бомби. { Овде треба поменути М. Крепона који је 1974. године описивао несагледиве последице коришћења касетних бомби поводом анализе спољне и безбедносне политике САД, као и процеса одобравања развоја и закупа те врсте наоружања од стране државних институција и највиших државних органа и војног врха. (Крепон, М. (1974) Wеапонс Потентиаллy Инхумане: Тхе Цасе оф Цлустер Бомбс. Фореигн Аффаирс, 52(3), пп. 595-611)}. Пошто садржај радног документа није уврштен у протоколе Женевских конвенција у 1977. години. његови аргументи коришћени су у даље сврхе утврђивања Конвенције о конвенционалном наоружању из 1980. године. Ипак, ни у том документу касетне бомбе као специфична врста наоружања нису се појавиле.
Хуманитарно право оставља велику правну празнину, првенствено у вези са употребом касетних бомби, по којој државе нису обавезане конкретним правним инструментима да преиспитају легалност и начин коришћена тог оружја. Принципи међународног хуманитарног права који произлазе из Женевских конвенција су уз то превише апстрактни да би могли да врше озбиљан политичко/правни притисак и тиме спрече употребу касетних бомби у будућности.
Изгледа да је морало да се чека више од 20 година да би се опет нека кампања покренула против касетних бомби а повод је био када је 2006. године избио сукоб између Либана и Израела. Тада су израелске трупе гађале касетним бомбама Хезболах. Према проценама УН, Израел је бацио око 4 милиона бомбица и то само у задња 3 дана сукоба а око 1 милион је остало неексплодирано и тиме је изазивана несагледива хуманитарна опасност за многе житеље тог подручја као и дуготрајна економска криза у претежно аграрном сектору погођеног подручја. У првих месец дана после тог рата погинуло је или рањено у просеку 3-4 особе дневно. Израел је тада оштро критикован јер је овакве бомбе бацао на области насељене претежно цивилима. Израелска офанзива је наишла на оштру међународну критику и према гледишту многих дипломата, била је главни подстицај на међународном плану да се поново интензивира расправа о касетним бомбама.
На основу слабог међународног правног контекста по питању касетних бомби и поновног неуспеха ЦЦW под окриљем УН у својој трећој ревизионој конференцији у новембру 2006. године да преговорима постигну споразум о забрани касетне муниције и након несагледивих последица коришћења касетних бомби од стране Израела током бомбардовања Либана у августу 2006. године, влада Норвешке је новембра 2006. године представила свој план и сазвала конференцију у фебруару 2007. године у Ослу, на којој је покренула иницијативу да се међународни преговарачки форум у сврху проналажења решења по питању пре свега продукције и коришћења касетних бомби пренесе на други неформални преговарачки колосек (паралелно и комплементарно са званичним напорима под окриљем УН) који би обухватао државе заинтересоване за проналажење решења са циљем установљења ефективног правног режима о том питању.
Дипломатски процес за забрану ове врсте наоружања почео је конференцијом у Ослу, у фебруару 2007. године. На овом састанку је 46 од 49 држава учесница усвојило декларацију којом су се обавезале да ће до краја 2008. године створити нови документ међународног хуманитарног права, којим би се забранила употреба, пренос, производња и складиштење касетне муниције, као и да ће створити оквир за сарадњу и подршку на пољу помоћи преживелим жртвама и њиховим заједницама, у чишћењу угрожених подручја и уништавању залиха, како на националном нивоу, тако и у оквиру међународног хуманитарног права и свих релевантних форума.
Поред Норвешке и влада Аустрије, Ирске, Новог Зеланда, Мексика и Перуа, изузетан допринос овом процесу су дале Уједињене нације, Међународни комитет црвеног крста, Норвешка народна помоћ и коалиција против касетне муниције ЦМЦ - која окупља преко 350 невладиних организација и удружења из целог света, које раде у око 100 земаља.
Процес се одвијао током наредних осамнаест месеци серијом глобалних конференција у Лими (мај 2007.), Бечу (децембар 2007.), Велингтону (фебруар 2008.) и кулминирао је усвајањем и потписивањем конвенције о касетним бомбама од стране 107 држава у Даблину (мај 2008.). Веома значајне су биле и регионалне конференције које су такође много допринеле усвајању конвенције а одржане су у: Белгији, Уганди, Босни и Херцеговини, Камбоџи, Еквадору, Мексику, Србији, Албанији, Бугарској,. Тајланду, и у Замбији.
И на крају, један од најистакнутијих догађаја одиграо се почетком децембра 2008. у Ослу, када је конвенцију потписало 94 земље, а до сада је потписало 123 земље. Ову конвенцију је до сада ратификовало 110 држава, са тенденцијом даљег раста броја земаља које се прикључују. Највеће и најпријатније изненађење приредио је Авганистан својим потписом у Ослу, где је њихов председник Хамид Карзај (арап. حامد کرزی) то објавио само 2 сата пре почетка свечане церемоније потписивања.
Да би ова конвенција заживела и постала правно важећи документ било је потребно да најмање 30 земаља у својим парламентима ратификује тај докуменат. То се и догодило, тако да је конвенција званично усвојена и ступила на снагу 1. августа 2010. године и од тада је постала обавезујуће међународно право. Пошто је конвенција ступила на снагу, више није отворена за потписивање и државе које до 1. августа 2010. нису потписале, више не могу да потпишу конвенцију него морају одмах да је ратификују, прво у својим парламентима, па онда ту ратификацију предају у УН-у Њујорку да би и званично биле уведене као земље чланице ове конвенције. Свака земља која је потписала конвенцију и даље може да је ратификује, како би постала држава чланица конвенције. За све државе које накнадно приступе или ратификују конвенцију, она ступа на снагу првог дана шестог месеца након ратификације или приступања.
123 земље које су потписале конвенцију и 110 држава су чланице:
| Земље                        | Потписано   | Ратификовано | Датум ступања ратификације |
| ---------------------------- | ----------- | ------------ | -------------------------- |
| Албанија                     | 03.12.2008. | 16.06.2009.  | 01.08.2010.                |
| Андора                       |             | 09.04.2013.  | 01.10.2013.                |
| Ангола                       | 03.12.2008. |              |                            |
| Антигва и Барбуда            | 16.07.2010. | 23.08.2010.  | 01.02.2011.                |
| Аустралија                   | 03.12.2008. | 08.10.2012.  | 01.04.2013.                |
| Аустрија                     | 03.12.2008. | 12.04.2009.  | 01.08.2010.                |
| Авганистан                   | 03.12.2008. | 08.09.2011.  | 01.05.2012.                |
| Белгија                      | 03.12.2008. | 22.12.2009.  | 01.08.2010.                |
| Белизе                       |             | 02.09.2014.  | 01.03.2015.                |
| Бенин                        | 03.12.2008. | 10.07.2017.  | 01.02.2018.                |
| Боцвана                      | 03.12.2008. | 27.06.2011.  | 01.12.2011.                |
| Боливија                     | 03.12.2008. | 30.04.2013.  | 01.10.2013.                |
| Босна и Херцеговина          | 03.12.2008. | 07.09.2010.  | 01.03.2011.                |
| Бугарска                     | 03.12.2008. | 06.04.2011.  | 01.10.2011.                |
| Буркина Фасо                 | 03.12.2008. | 16.02.2010.  | 01.08.2010.                |
| Бурунди                      | 03.12.2008. | 25.09.2009.  | 01.08.2010.                |
| Централно Афричка Република  | 03.12.2008. |              |                            |
| Црна Гора                    | 03.12.2008. | 25.01.2010.  | 01.08.2010.                |
| Чад                          | 03.12.2008. | 26.03.2013.  | 01.09.2013.                |
| Чешка                        | 03.12.2008. | 22.09.2011.  | 01.03.2012.                |
| Чиле                         | 03.12.2008. | 16.12.2010.  | 01.06.2011.                |
| Џибути                       | 30.07.2010. |              |                            |
| Данска                       | 03.12.2008. | 12.02.2010.  | 01.08.2010.                |
| Доминиканска Република       | 10.11.2009. | 20.12.2011.  | 01.06.2012.                |
| Еквадор                      | 03.12.2008. | 11.05.2010.  | 01.05.2010.                |
| Ел Салвадор                  | 03.12.2008. | 10.01.2011.  | 01.07.2011.                |
| Есватини                     |             | 16.09.2011.  | 01.04.2012.                |
| Фиџи                         | 03.12.2008. | 28.05.2010.  | 01.11.2010.                |
| Филипини                     | 03.12.2008. | 03.01.2019.  | 01.08.2019.                |
| Француска                    | 03.12.2008. | 25.09.2009.  | 01.08.2010.                |
| Гамбија                      | 03.12.2008. | 11.12.2018.  | 01.07.2019.                |
| Гана                         | 03.12.2008. | 03.02.2011.  | 01.08.2011.                |
| Гренада                      |             | 29.06.2011.  | 01.12.2011.                |
| Гвајана                      |             | 31.10.2014.  | 01.04.2015.                |
| Гватемала                    | 03.12.2008. | 03.11.2010.  | 01.05.2011.                |
| Гвинеја                      | 03.12.2008. | 21.10.2014.  | 01.04.2015.                |
| Гвинеја Бисао                | 03.12.2008. | 29.11.2010.  | 01.05.2011.                |
| Хаити                        | 28.10.2010. |              |                            |
| Холандија                    | 03.12.2008. | 23.02.2011.  | 01.08.2011.                |
| Хондурас                     | 03.12.2008. | 21.03.2012.  | 01.09.2012.                |
| Хрватска                     | 03.12.2008. | 17.08.2009.  | 01.08.2010.                |
| Исланд                       | 03.12.2008. | 01.09.2015.  | 01.03.2016.                |
| Индонезија                   | 03.12.2008. |              |                            |
| Ирак                         | 12.11.2009. | 14.05.2013.  | 01.11.2013.                |
| Ирска                        | 03.12.2008. | 03.12.2008.  | 01.08.2010.                |
| Италија                      | 03.12.2008. | 21.09.2001.  | 01.03.2012.                |
| Јамајка                      | 12.06.2009. |              |                            |
| Јапан                        | 03.12.2008. | 14.07.2009.  | 01.08.2010.                |
| Јужна Африка                 | 03.12.2008. | 28.05.2015.  | 01.11.2015.                |
| Камерун                      | 15.12.2009. | 12.07.2012.  | 01.01.2013.                |
| Канада                       | 03.12.2008. | 17.03.2015.  | 01.10.2015.                |
| Кенија                       | 03.12.2008. |              |                            |
| Кипар                        | 23.09.2009. |              |                            |
| Колумбија                    | 03.12.2008. | 10.09.2015.  | 01.03.2016.                |
| Комори                       | 03.12.2008. | 28.07.2010.  | 01.01.2011.                |
| Конго, Демократска Република | 18.03.2009. |              |                            |
| Конго, Република             | 03.12.2008. | 02.09.2014.  | 01.03.2015.                |
| Коста Рика                   | 03.12.2008. | 28.04.2011.  | 01.10.2011.                |
| Куба                         |             | 06.04.2016.  | 01.10.2016.                |
| Кукова Острва                | 03.12.2008. | 23.08.2011.  | 01.02.2012.                |
| Лаос                         | 03.12.2008. | 18.03.2009.  | 01.09.2010.                |
| Либан                        | 03.12.2008. | 05.11.2010.  | 01.05.2011.                |
| Лесото                       | 03.12.2008. | 28.05.2010.  | 01.11.2010.                |
| Либерија                     | 03.12.2008. |              |                            |
| Лихтенштајн                  | 03.12.2008. | 04.03.2013.  | 01.09.2013.                |
| Литванија                    | 03.12.2008. | 24.03.2011.  | 01.09.2011.                |
| Луксембург                   | 03.12.2008. | 10.07.2009.  | 01.08.2010.                |
| Мадагаскар                   | 03.12.2008. | 10.07.2017.  | 01.02.2018.                |
| Мађарска                     | 03.12.2008. | 03.07.2012.  | 01.01.2013.                |
| Македонија                   | 03.12.2008. | 08.10.2009.  | 01.08.2010.                |
| Малави                       | 03.12.2008. | 07.10.2009.  | 01.08.2010.                |
| Мали                         | 03.12.2008. | 30.06.2010.  | 01.12.2010.                |
| Малта                        | 03.12.2010. | 24.09.2009.  | 01.08.2010.                |
| Маурицијус                   |             | 01.10.2015.  | 01.04.2016.                |
| Мауританија                  | 19.04.2010. | 01.02.2012.  | 01.08.2012.                |
| Мексико                      | 03.12.2008. | 06.05.2009.  | 01.08.2010.                |
| Молдавија                    | 03.12.2008. | 16.02.2010.  | 01.08.2010.                |
| Монако                       | 03.12.2008. | 21.09.2010.  | 01.03.2011.                |
| Мозамбик                     | 03.12.2008. | 14.03.2011.  | 01.09.2011.                |
| Намибија                     | 03.12.2008. | 31.08.2018.  | 01.03.2019.                |
| Науру                        | 03.12.2008. | 04.02.2013.  | 01.08.2013.                |
| Немачка                      | 03.12.2008. | 08.07.2009.  | 01.08.2010.                |
| Нигер                        | 03.12.2008. | 02.06.2009.  | 01.10.2010.                |
| Нигерија                     | 12.06.2009. |              |                            |
| Нијуе                        |             | 06.08.2020.  | 01.02.2021.                |
| Никарагва                    | 03.12.2008. | 02.11.2009.  | 01.08.2010.                |
| Норвешка                     | 03.12.2008. | 03.12.2008.  | 01.08.2010.                |
| Нови Зеланд                  | 03.12.2008. | 22.12.2009.  | 01.08.2010.                |
| Обала Слоноваче              | 04.12.2008. | 12.03.2012.  | 01.09.2012.                |
| Палау                        | 03.12.2008. | 19.04.2016.  | 01.10.2016.                |
| Палестина                    |             | 02.01.2015.  | 01.07.2015.                |
| Панама                       | 03.12.2008. | 02.11.2010.  | 01.05.2011.                |
| Парагвај                     | 03.12.2008. | 12.03.2015.  | 01.09.2015.                |
| Перу                         | 03.12.2008. | 26.09.2012.  | 01.03.2013.                |
| Португалија                  | 03.12.2008. | 08.03.2011.  | 01.09.2011.                |
| Руанда                       | 03.12.2008. | 26.08.2015.  | 01.02.2016.                |
| Самоа                        | 03.12.2008. | 28.04.2010.  | 01.10.2010.                |
| Сан Марино                   | 03.12.2008. | 10.07.2009.  | 01.10.2010.                |
| Сао Томе и Принципе          | 03.12.2008. | 27.01.2020.  | 01.08.2020.                |
| Сејшели                      | 13.04.2010. | 20.05.2010.  | 01.11.2010.                |
| Сенегал                      | 03.12.2008. | 03.08.2011.  | 01.02.2012.                |
| Сијера Леоне                 | 03.12.2008. | 03.12.2008.  | 01.08.2010.                |
| Словачка                     |             | 24.07.2015.  | 01.01.2016.                |
| Словенија                    | 03.12.2008. | 19.08.2009.  | 01.08.2010.                |
| Сомалија                     | 03.12.2008. | 30.09.2015.  | 01.03.2016.                |
| Свазиленд                    |             | 03.09.2011.  | 01.03.2012.                |
| Света Луција                 |             | 15.09.2020.  | 01.03.2021.                |
| Свети Китс и Невис           |             | 13.09.2013.  | 01.03.2014.                |
| Свети Винсент и Гренадини    | 23.09.2009. | 29.10.2010.  | 01.04.2011.                |
| Шпанија                      | 03.12.2008. | 17.06.2009.  | 01.08.2010.                |
| Шри Ланка                    |             | 01.03.2018.  | 01.09.2018.                |
| Швајцарска                   | 03.12.2008. | 17.07.2012   | 01.01.2013.                |
| Шведска                      | 03.12.2008. | 23.04.2012.  | 01.10.2012.                |
| Танзанија                    | 03.12.2008. |              |                            |
| Того                         | 03.12.2008. | 22.06.2012.  | 01.12.2012.                |
| Тринидад и Тобаго            |             | 21.09.2011.  | 01.03.2012.                |
| Тунис                        | 12.01.2009. | 28.09.2010.  | 01.03.2011.                |
| Уганда                       | 03.12.2008. |              |                            |
| Уругвај                      | 03.12.2008. | 24.09.2009.  | 01.08.2010.                |
| Ватикан                      | 03.12.2008. | 03.12.2008.  | 01.08.2010.                |
| Велика Британија             | 03.12.2008. | 04.05.2010.  | 01.11.2010.                |
| Замбија                      | 03.12.2008. | 12.08.2009.  | 01.08.2010.                |
| Зеленортска Острва           | 03.12.2008. | 19.10.2010.  | 01.04.2011.                |

Овде треба поменути једну јако важну чињеницу, а то је да из ове изнад табеле има доста чланица НАТО-а које су приступиле овом споразуму, што даје на значају да ће ипак да се придржавају и оне земље које нису потписнице овог споразума а чланице су НАТО-а (ово се односи на заједничке акције НАТО-а). Мада искрено говорећи сам споразум не забрањује непотписницима да употребљавају касетне бомбе али остаје искрена нада да у заједничким акцијама ће бити спречени да употребљавају од чланица потписница конвенције за забрану касетних бомби. За сада до почетка 2000. године има 31 чланица НАТО-а, а само 7 држава није још приступило овом споразуму и то су: Естонија, Грчка, Летонија, Пољска, Румунија, САД, и Турска. Све то можете да погледате у табели испод:
Чланице НАТО-а su:
- Албанија
- Белгија
- Бугарска
- Црна Гора
- Чешка
- Данска
- Естонија *
- Француска
- Грчка *
- Холандија
- Хрватска
- Исланд
- Италија
- Канада
- Летонија *
- Литванија
- Луксембург
- Мађарска
- Македонија
- Немачка
- Норвешка
- Пољска *
- Португалија
- Румунија *
- САД *
- Словачка
- Словенија
- Шпанија
- Турска *
- Уједињено Краљевство

Напомена: Државе које су болдоване су потписнице конвенције о забрани касетних бомби, а државе обележене са звездицом (*) су оне које још увек нису приступиле овом споразуму.
Све владе и министри су исказали велику забринутост због страдања великог броја цивила и сви су се поводом тога заузели да се једном заувек стане на пут касетним бомбама и обавезали на то да ће дати максималну подршку и пружити сву неопходну помоћ жртвама и њиховим породицама.